# Jeux de la Micronésie de 2018
Vous lisez un « article de qualité » labellisé en 2019.
Navigation
Pohnpei 2014 Majuro 2022
Les Jeux de la Micronésie de 2018 (en anglais 9th Micro Games 2018) sont la 9e édition des Jeux de la Micronésie, une compétition multisports réunissant les nations et territoires de région de Micronésie, dans l'océan Pacifique. Ils sont organisés du 15 au 28 juillet 2018, sur les îles Yap dans l'État de Yap, au sein des États fédérés de Micronésie. Les jeux de 2018 sont les troisièmes organisés par les États fédérés de Micronésie après ceux de 2002 et ceux de 2014, qui se sont déroulés sur l'île de Pohnpei, dans l'État de Pohnpei.
Dix nations, États fédérés et territoires participent à ces jeux, pour plus de 1 000 athlètes et entraîneurs, dans treize sports différents : athlétisme, baseball, basket-ball, football, haltérophilie, lutte, micronesian all around, natation, pêche sous-marine, softball, tennis de table, course de va’a et volley-ball. Palaos est le territoire qui remporte le plus de médailles d'or avec 32 titres, et les Palaos et l'État de Pohnpei ceux qui s'adjugent le plus de médailles au total (70). La sprinteuse guaméenne Regine Kate Tugade est nommée « athlète féminine des Jeux » avec six médailles d'or.
Les infrastructures sportives font l'objet de rénovations et de nouvelles sont construites. Le budget de ces rénovations ainsi que du comité d'organisation est constitué en grande partie de dons. Le 3 juillet, le navire Forever Lucky qui devait partir pour les îles Yap et servir au logement et à la restauration de nombreux athlètes est stoppé par les autorités philippines. Elles le soupçonnent d'être impliqué dans un système de traite des êtres humains et déclarent qu'il n'est pas en état pour voyager avec 180 passagers. Les autorités de l’État de Yap sont forcées d'improviser dans l'urgence.

## Sélection du pays hôte

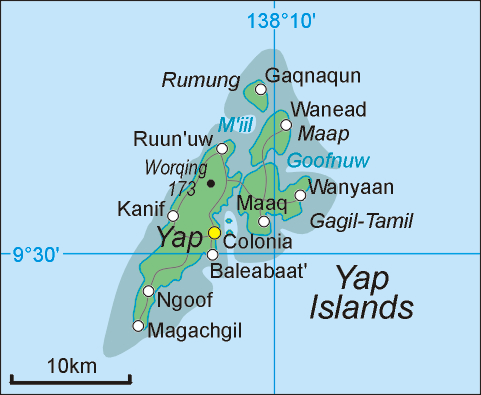
Carte des îles Yap.

Les Jeux de la Micronésie de 2018 sont attribués pour la première fois à l'État de Yap par le Conseil des Jeux de la Micronésie lors de son assemblée générale tenue le 27 juillet lors des Jeux de la Micronésie de 2014,. Quelque temps plus tard, le gouverneur Tony Ganngiyan déclare que « tout le monde se mobilise, déterminé à en faire les meilleurs Micro Games. Nous sommes honorés d'avoir été choisis pour accueillir cet événement important et sommes impatients d'accueillir les athlètes, les entraîneurs et leurs supporters dans notre belle maison ». Les Îles Mariannes du Nord, candidat malheureux, souhaitaient organiser l'événement pour la quatrième fois après 1969, 1990 et 2006. Michael White, président de la Northern Marianas Sports Association a déclaré qu'il allait désormais s'occuper d'un dossier de candidature pour les Mini-Jeux du Pacifique de 2021.
Les Jeux de la Micronésie sont organisés du 15 au 28 juillet 2018 sur les îles Yap.

## Organisation

### Budget
Le gouverneur de l'État de Yap Tony Ganngyian signe le 8 septembre 2016 un investissement de 1 371 210 $ pour la préparation des Jeux. La majeure partie des fonds doit être utilisée pour la rénovation des installations sportives : 606 250 $ pour la piste d'athlétisme, 273 250 $ pour le terrain de baseball, 239 920 $ pour le gymnase du complexe sportif, 184 550 $ pour les courts de tennis. Une somme de 10 000 $ est allouée au coordinateur du marketing, 700 $ pour des actions de sensibilisation de la communauté et 2 540 $ pour l'organisation de compétitions dans les îles de l'État,,. Cinq niveaux de sponsoring, ouvrant à des avantages différents, sont prévus pour des investissements variant de 5 000 à 75 000 $, ce dernier offrant le renommage temporaire d'un complexe sportif. Trois sociétés adhèrent au niveau maximum de 75 000 $, Triple B Forwarders, Palau Shipping et Matson Navigation, — le « Yap Sports Complex » devient le « Matson Yap Sports Complex »,,. Six sociétés ou organismes dépensent entre 50 000 $ et 75 000 $ dont Diving Seagull, première société à avoir souscrit à ce mode de financement,,. D'autres entreprises comme Coca-Cola Enterprises, Foremost Foods et Hornet Sports, qui ont dépensé entre 10 000 $ et 25 000 $ fournissent des boissons non alcoolisées et des bouteilles d’eau aux athlètes et aux entraîneurs,,.
Fin décembre 2016, le gouverneur Ganngiyan réorganise le Comité général d'organisation des Jeux de Yap pour un meilleur fonctionnement et désigne en tant que codirecteurs Liyon Sulog, président du Conseil des sports des îles Yap, et Francis I. Itimai, directeur de la jeunesse et des affaires civiques de l'État de Yap.

### Objectifs des Jeux
Liyon Sulog assure que « le but des Micro Games est de promouvoir un événement sportif unique, amical et de calibre international »,. Ils sont, pour Francis Itimai, un « tremplin vers d'autres compétitions sportives régionales et internationales, y compris les Jeux olympiques ». Localement, pour ces jeux, d'après Liyon Sulog, les « trois objectifs sont de créer des voies et des structures pour nos communautés afin d'atteindre des modes de vie sains, d'insuffler l'esprit de bénévolat et de développer des athlètes d'élite dans l'État de Yap ; de créer l'infrastructure et la logistique nécessaires pour accueillir des événements régionaux tout en développant une capacité touristique accrue ; et de développer les capacités locales pour assurer la distribution et la sécurité alimentaire insulaire ». Le slogan choisi pour l'évènement, « Plus que des jeux », a été choisi pour ces raisons.
Lors de l'ouverture des Jeux, Bill Keldermans, président du Conseil des Jeux de Micronésie, affirme qu'ils font partie de l'identité régionale, que « c'est l'une des rares fois où tous les Micronésiens se réunissent dans un esprit de compétition positive et d'amitié » et que « les jeunes en compétition ici deviendront les leaders de demain ». Robin Mitchell, président des Comités nationaux olympiques d'Océanie, déclare que « la famille olympique du Comité international olympique, les Comités nationaux olympiques d'Océanie et les Fédérations internationales apportent leur soutien au Comité d'organisation en finançant des officiels techniques, le contrôle antidopage et des programmes éducatifs ».

### Identité des Jeux
Les médailles, peintes à la main, sont sponsorisées par Vital Energy Micronesia. Il y est figuré un personnage stylisé dont les membres segmentent le champ en deux zones bleues et une zone centrale verte. La forme des médailles rappelle une monnaie traditionnelle rare anciennement produite aux îles Yap, appelée Yær, taillée dans la nacre d'un coquillage provenant de Micronésie ou d'Asie du Sud-Est. Chacune de ces monnaies, très précieuse et de fonction cérémonielle, avait un nom et une histoire propre. Selon le comité d'organisation, elles symbolisent ce que les champions récolteront de leur participation, « à savoir qu'ils sont uniques, dignes, précieux et s'inscrivent dans une histoire plus vaste et partagée ».

Le design des médailles se retrouve également dans les logos utilisés. L'un d'eux correspond exactement à celui d'une médaille et est accompagné des inscriptions 2018 Micro Games et Yap FSM. Le second, plus complexe, comporte l'inscription Micro Games 2018 en bleu et rouge. Le O de la date figure un rai, une monnaie de pierre yapaise, frappée de la figure du Wa visible sur le drapeau de l’État de Yap, et le 1 un palmier sur le tronc duquel est perché un homme tenant une torche. L'inscription est surmontée de dix étoiles rouges figurants les dix nations participantes. Elle est disposée au-dessus de la devise More than just games en blanc sur fond vert. Le motif de la médaille est repris sur la gauche du logo.

### Cérémonies

#### Cérémonie d'ouverture
Un bateau traditionnel en bois, à la voile en feuilles de pandanus tressées aux coutures en fibres de noix de coco, fabriqué par les habitants de Lamotrek, est dans un premier temps prévu pour transporter la torche lors de la cérémonie d'ouverture, mais il est finalement absent.
Cette cérémonie se déroule le 15 juillet 2018. Elle débute par le traditionnel défilé des athlètes. Les délégations des dix territoires et pays participants circulent sur la piste d'athlétisme du Yap Sports Complex. Chaque délégation marche derrière une bâche, tenue par deux jeunes filles en costume traditionnel, imprimée d'une formule de bienvenue dans la langue de la délégation, d'un drapeau du territoire ou du pays et du nom de celui-ci, de la devise des jeux. Derrière la banderole et devant le reste de la délégation, un athlète tient le drapeau de son pays,. La soirée s’est poursuivie avec des discours et des remarques liminaires. Elle s’est achevée par l’allumage de la flamme des Jeux et s'est ensuivi d’un feu d’artifice, le premier tiré sur les îles Yap.

#### Cérémonie de clôture
La cérémonie de clôture a lieu en soirée le 27 juillet dans un gymnase du Yap Sports Complex. Elle est diffusée en temps réel sur le compte facebook de l'organisation. Elle commence par des danses traditionnelles exécutées par des enfants, se poursuit par des discours d'officiels et comporte un entracte durant laquelle le public peut se restaurer. La deuxième partie de soirée consiste en un concert donné par le chanteur américain Alex Boyé.

### Sites de compétition
La plupart des événements ont lieu au Yap Sports Complex avec le soutien financier du gouvernement national des États fédérés de Micronésie, du gouvernement de l'État de Yap et des contributions du Comité international olympique et des Comités nationaux olympiques d'Océanie. Le complexe subit des améliorations, y compris de nouveaux planchers pour le terrain de basketball et une nouvelle surface pour la piste d'athlétisme, évaluée à 1,8 million de dollars américains,. L'Association internationale des fédérations d'athlétisme accorde une aide de 30 000 $ pour l'achat, entre autres, de starting-block, de haies et d'un pistolet de départ. Une nouvelle salle pour la pratique du tennis de table est construite dans le Yap Sports Complex. Le gouvernement municipal de la ville chinoise de Zhongshan offre 200 000 $ au gouvernement de l’État de Yap pour la construction d’un nouveau gymnase en préfabriqué pour le volleyball au Yap Sports Complex. Après les Jeux, le bâtiment doit être déplacé sur le campus de la Yap High School pour une utilisation polyvalente.

### Sélection et formation des officiels
En prévision des Jeux, aux îles Yap, en février 2015, un atelier de deux semaines, soutenu par une bourse de 20 000 $ du Comité international olympique, dirigé par l'ancien semi-professionnel allemand Patrick Wuertz, chargé de la haute performance à la section Océanie de la Fédération internationale de tennis de table, enseigne à des participants de différentes nations les aspects techniques du tennis de table, les compétences nécessaires à la supervision d'entraînements et fournit des informations sur la pratique du sport par les handicapés,. Fin mars, vingt arbitres de volley-ball sont formés au cours d'un stage de cinq jours, dans le cadre du FIVB Volleyball Cooperation Programme.
Début octobre 2017, l'Oceania athletic association invite ses fédérations membres à désigner des officiels souhaitant participer à l'organisation de plusieurs compétitions continentales dont les Jeux de la Micronésie et à les proposer à l'association avant la fin de l'année,. Dans le courant du mois, le Comité national olympique des États fédérés de Micronésie organise, aux îles Yap, une série de conférences au sujet des femmes dans le sport et le management sportif en présence de Jennifer Chieng, athlète olympique à Rio en 2016, et de Baklai Temengil, secrétaire générale du bureau du Comité national olympique des Palaos et première femme vice-présidente des Comités nationaux olympiques d'Océanie,.
Dans le deuxième trimestre de l'année 2018, le Comité national olympique des États fédérés de Micronésie organise, grâce à un financement de 30 000 $ du Comité international olympique, la venue d'experts pour une durée de trois mois, Inoke Niubalavu, responsable du développement du baseball pour la Confédération de baseball d’Océanie, et Apenisa Saukuru, instructrice en volleyball de plage et en volleyball en salle,. Ils aident le comité d’organisation à se préparer pour les compétitions et participent au recrutement et à la formation de bénévoles dont des arbitres, des marqueurs de score et des statisticiens. Inoke Niubalavu travaille également à l'introduction d'une ligue de baseball pour les jeunes enfants. Le Comité national olympique fournit des équipements à leur intention. L'équipe masculine de Yap reçoit quant à elle des battes et des balles. Apenisa Saukuru complète également les connaissances de trois entraîneurs originaires de Pohnpei, Chuuk et Kosrae et promeut le volley-ball de plage auprès des jeunes,. Pour le volley-ball, les bénévoles reçoivent à la fin de leur formation de 25 h un certificat d'arbitre.
Durant les Jeux, Hansen Leong, arbitre de volleyball, et John Thomas Flanagan, arbitre de baseball ayant participé à des championnats du monde, nommés par leurs fédérations respectives et financés par une subvention du Comité olympique des États-Unis, collaborent avec les arbitres micronésiens et les aident à s'améliorer.

### Organisation pratique

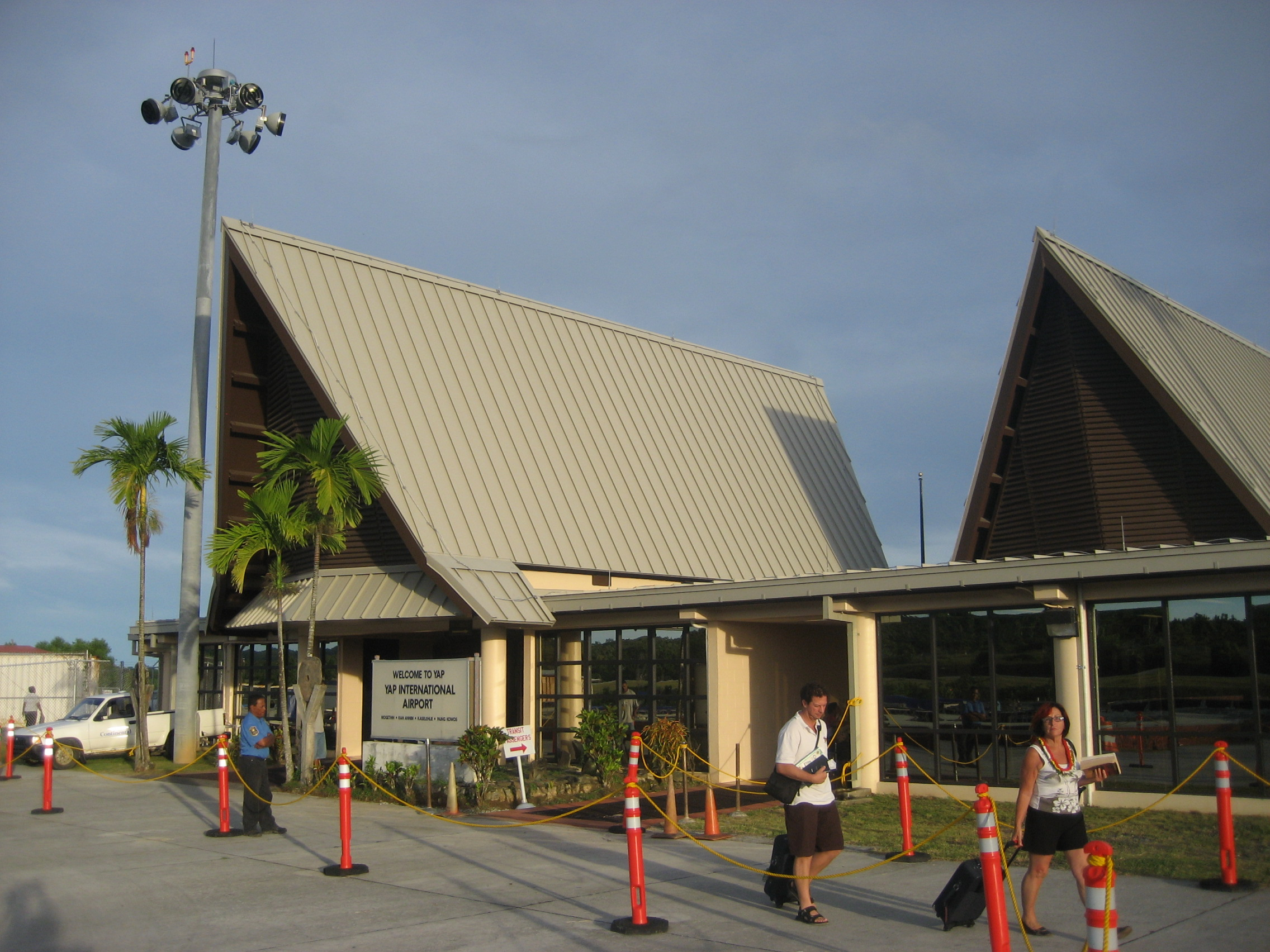
Vue de l'aéroport international de Yap sur l'île de Yap dans les Îles Yap.

#### Bénévolat et sécurité
Le bon déroulement des Jeux nécessite de nombreux bénévoles qu'en février 2018 le Comité d'organisation évalue à 1000 personnes. Début juillet, pour assurer la sécurité, la présence policière prévue pour les Jeux est revue à la hausse. Environ 1500 athlètes et entraîneurs et 500 officiels, bénévoles et spectateurs sont alors attendus,. Les bénévoles de l'Église mormone apportent avant et pendant les Jeux une aide importante,.

#### Logement, transport et alimentation
Le transport des athlètes sur les Îles Yap, leur logement et leur alimentation sont des sujets de préoccupation majeurs pour le Comité d'organisation. Ainsi, le 16 octobre 2016, le sous-comité chargé de la sécurité alimentaire et de la restauration participe aux célébrations de la Journée mondiale de l'alimentation en affichant et en soumettant au public des échantillons de menus sains afin de bénéficier de leurs commentaires. Du fait de son isolement, le transport des délégations vers les îles Yap est prévu par voie aérienne. Ces îles ne sont ordinairement desservies que par quatre vols d'United Airlines par semaine, deux à partir de Guam, deux autres à partir des Palaos,. Début janvier 2018, des discussions sont en cours avec deux compagnies aériennes régionales pour assurer des vols nolisés destinés aux athlètes et aux entraîneurs. Début juillet, United Airlines annonce six vols supplémentaires entre le 8 et 31 juillet. La totalité des voitures de location ayant déjà été réservée au début de l'année, le comité d'organisation a demandé aux yapais de proposer des véhicules personnels au louage, et a prévu d'organiser la circulation de dix bus scolaires du nord au sud de l'île selon des horaires fixes. Les îles Yap ne possèdent que deux distributeurs de billets, dans la capitale Colonia, et la carte bancaire est rarement acceptée.
Au début de l'année 2018, il est prévu que trois écoles des îles Yap soient transformées en « villages des athlètes » où ils dormiront, mangeront et se relaxeront entre les événements,. Des personnes privées proposent également des logements. Mais, parce que cela ne peut suffire et à cause du manque d'infrastructures hôtelières — les îles ne comportent que 135 chambres d'hôtel — et de restauration — seulement sept restaurants à Colonia —, le gouvernement de l'État de Yap loue le Forever Lucky, un bateau de croisière détenu et exploité par la société Fahrenheit Company basée aux Philippines, pour fournir 146 chambres à des prix variant entre 120 et 210 dollars la nuit, de la restauration avec quatre restaurants et bars, des installations de loisirs et de bien-être, un centre d'affaires, une connexion Wi-Fi gratuite, un petit-déjeuner gratuit et des services de conciergerie,,. Son entrée au port de Colonia est prévue le 1er juillet.

#### L'affaireForever Lucky
Le 3 juillet, le navire Forever Lucky est stoppé au port d'Orion à Bataan aux Philippines, les autorités ayant été informées qu'il pourrait être impliqué dans un système de traite des êtres humains,,,,. L'identité réelle du bateau a également pu poser question. Parmi les 41 membres d'équipage, des officiers de bord et du personnel de la compagnie sont arrêtés. Le navire transporte également 139 personnes ne figurant pas sur le manifeste de bord, ne disposant pas des documents nécessaires au voyage ou au travail hors des Philippines. Ces employés sont entre autres des tatoueurs, des masseurs, des animateurs, des barmans, des cuisiniers, des rôtisseurs de cochon. L'un d'eux témoigne avoir dû remettre, en entrant sur le bateau, son passeport, son certificat de police et son certificat médical. Il y aurait à bord un manque de nourriture et de couchage.
Le 4 juillet 2018, le gouvernement de l'État de Yap et le Comité d'organisation des Jeux se réunissent en session d'urgence,. D'après les autorités philippines, le navire n'est pas en état pour voyager avec autant de passagers. Le 6 juillet, la possibilité d'un transport des employés par avion jusqu'aux îles Yap où le bateau les rejoindrait est étudiée par la société Fahrenheit Company. Le gouvernement des États fédérés de Micronésie déclare avoir envoyé une lettre au gouvernement philippin pour être informé de la situation et avoir mis en alerte les services de l'immigration et de la justice pour traiter avec diligence la venue espérée, et simultanée, des employés du bateau, laquelle est soumise à l'autorisation d'une agence philippine ayant la charge d'empêcher que les employeurs étrangers abusent de leurs ressortissants,. Des conteneurs et des fournitures de toute la région ont déjà été expédiées aux îles Yap dans l'espoir que les représentants de Fahrenheit les achètent à l'arrivée du bateau.
Dès le 7 juillet, le Comité d'organisation commence à identifier les traiteurs locaux comme une alternative, le bateau philippin étant originellement prévu une semaine avant l'ouverture du village des athlètes, le 13 juillet, pour se préparer à la restauration. Or, près de 300 athlètes acheminés par deux vols d'United airlines sont attendus le week-end du 14-15 juillet. Un restaurateur local est engagé pour fournir de la nourriture aux participants.
Le 11 juillet, le président fédéral Peter Christian, sur la demande du gouverneur de Yap Tony Ganngiyan autorise l'utilisation des cargos gouvernementaux Caroline Voyager et Micronesian Navigators pour l'accueil des athlètes et d'un avion Harbin Y-12 de la compagnie pohnpéienne Caroline Islands Air en position à l'aéroport international de Yap. Les bateaux doivent arriver le dimanche 22 juillet.
À l'ouverture des Jeux, le 15 juillet, le village des athlètes, installé au lycée de Yap, abrite plus de 1 000 athlètes et entraîneurs — 1376 étaient prévus début avril. Des logements alternatifs — des espaces commerciaux vides et une grande salle de conférence dans le centre-ville de Colonia — ont été trouvés pour ceux qui devaient loger sur le navire de croisière. Une mission de volontaires d'un programme local mormon se déploie durant les Jeux pour couvrir par vidéos et photos les compétitions.
Au cours des Jeux, le journaliste micronésien Bill Jaynes remarque que malgré la découverte d'un virus hautement contagieux et débilitant et des problèmes de logistique liés à l'affaire du Forever lucky, les Jeux se déroulent bien grâce à l’accueil des Yapais qui n'ont pas hésité à ouvrir leurs maisons pour recueillir ceux qui n'avaient plus de logement.

## Délégations participantes
Les dix participants à cette compétition sont deux territoires organisés non incorporés des États-Unis, Guam et les Îles Mariannes du Nord, quatre pays souverains, les Kiribati, les îles Marshall, Nauru et les Palaos), et les quatre États constitutifs des États fédérés de Micronésie, Chuuk, Pohnpei, Kosrae et Yap, qui concourent séparément. Les nations participantes ont eu jusqu'au 15 janvier pour confirmer leur inscription. Une première enquête en janvier 2018 permet d'identifier le chiffre possible de 1636 athlètes, entraîneurs et officiels pouvant venir.
L'inscription des athlètes aux Jeux se fait sur un site internet australien jusqu'au 15 juin. Lestly Ashby Mendiola, du Comité national olympique des États fédérés de Micronésie est envoyée dans les États de Yap, Chuuk et Kosrae porter assistance aux sportifs et entraîneurs dans le processus d'inscription.
Tous les sports, à l'exception du baseball, du football et de la pêche sous-marine qui sont exclusivement masculins, comportent des compétitions féminines et masculines, et même mixtes en nage et en tennis de table.
Guam est médaillé d'or en titre en baseball, basketball et volleyball féminin et masculin et en chasse sous-marine, mais ne défend pas son titre en baseball. Les plus de 100 athlètes de la délégation logent au village des athlètes,. Face aux difficultés de transport, de nourriture et de logement, le chef de mission Joey Miranda, estime que ces Jeux sont pour les guaméens l'occasion de tester leur capacité d'adaptation à la vie locale et d'apprendre à apprécier ce qu'ils prennent parfois pour acquis dans la vie.
La délégation des Îles Mariannes du Nord comprend 100 athlètes et encadrants, en deçà des 119 athlètes et 22 officiels originellement prévus,,. L'équipe de tennis de table a dû déclaré forfait pour raisons financières. L'arrivée des athlètes aux Îles Yap, via Guam, se fait en trois vagues : les pêcheurs sous-marins le 12 juillet, la plupart des athlètes le 14 juillet et enfin, le 17 juillet, les volleyeurs et nageurs,.
Trois jours avant la cérémonie d'ouverture, Marcus Stephen, président du Comité olympique de Nauru, déclare que pour des raisons financières, et bien que les tenues des 55 athlètes prévus aient été commandées et payées, Nauru ne peut se permettre d'affréter un vol pour les Îles Yap avec ses athlètes, ou même partager les coûts avec l'équipe des Kiribati. Le montant nécessaire à la vie sur place et au vol s’élève à 300 000 $, une charge beaucoup trop élevée, la participation aux Jeux du Commonwealth en avril 2018 ayant déjà nécessité de fortes dépenses,,,. Marcus Stephens propose qu'à l'avenir une aide financière soit accordée aux participants les plus éloignés et que des concessions soient faites à Nauru et aux Kiribati. Le nauruan Jonah Harris participe finalement aux compétitions, en tant que seul représentant de son pays, son billet depuis la Finlande, où il participait aux Championnats du monde juniors d'athlétisme 2018, ayant été payé avant l'annulation de la venue du reste de la délégation,.
Un peu avant la fin du mois de juin, la délégation des Palaos a reçu en nature ou en numéraire 10 000 $ de financement octroyés par des bienfaiteurs privés et publics. Les Palaos et État de Yap sont les seuls à inscrire des concurrents ou équipes masculines dans tous les sports. Les délégations de Kiribati, exclusivement masculine, de Chuuk et de Kosrae sont plutôt réduites.
| Délégation             | Délégation             | Délégation | Chuuk | Chuuk | Guam | Guam | Îles Mariannes du Nord | Îles Mariannes du Nord | Îles Marshall | Îles Marshall | Kiribati | Kiribati | Kosrae | Kosrae | Nauru | Nauru | Palaos | Palaos | Pohnpei | Pohnpei | Yap | Yap |
| Sexe                   | Sexe                   | Sexe       | F     | H     | F    | H    | F                      | H                      | F             | H             | F        | H        | F      | H      | F     | H     | F      | H      | F       | H       | F   | H   |
| ---------------------- | ---------------------- | ---------- | ----- | ----- | ---- | ---- | ---------------------- | ---------------------- | ------------- | ------------- | -------- | -------- | ------ | ------ | ----- | ----- | ------ | ------ | ------- | ------- | --- | --- |
| Athlétisme             | Athlétisme             |            | X     | X     | X    | X    | X                      | X                      | X             | X             |          | X        |        |        |       | X     | X      | X      | X       | X       | X   | X   |
| Baseball               | Baseball               |            |       |       |      |      |                        | X                      |               | X             |          |          |        |        |       |       |        | X      |         | X       |     | X   |
| Basketball             | Basketball             |            | X     | X     | X    | X    | X                      | X                      | X             | X             |          | X        |        | X      |       |       | X      | X      | X       | X       | X   | X   |
| Beach-volley           | Beach-volley           |            |       |       | X    | X    |                        |                        | X             |               |          | X        |        |        |       |       | X      | X      |         |         | X   | X   |
| Football               | Football               |            |       | X     |      |      |                        |                        |               |               |          |          |        |        |       |       |        | X      |         | X       |     | X   |
| Haltérophilie          | Haltérophilie          |            |       |       |      |      | X                      | X                      | X             | X             |          |          |        | X      |       |       |        | X      |         | X       |     | X   |
| Lutte                  | Lutte                  |            |       | X     | X    | X    |                        |                        |               | X             |          |          |        | X      |       |       |        | X      | X       | X       | X   | X   |
| Micronesian all around | Micronesian all around |            |       |       |      |      |                        |                        |               | X             |          |          |        |        |       |       | X      | X      | X       | X       | X   | X   |
| Nage en eau libre      | Nage en eau libre      |            |       |       |      |      | X                      | X                      | X             | X             |          |          |        |        |       |       | X      | X      | X       | X       |     | X   |
| Pêche sous-marine      | Pêche sous-marine      |            |       |       |      | X    |                        | X                      |               | X             |          |          |        | X      |       |       |        | X      |         | X       |     | X   |
| Tennis de table        | Tennis de table        |            |       |       |      |      |                        |                        | X             | X             |          |          |        | X      |       |       | X      | X      |         | X       | X   | X   |
| Va'a                   | Va'a                   |            |       |       | X    | X    | X                      | X                      |               |               |          |          | X      | X      |       |       | X      | X      | X       | X       | X   | X   |
| Volleyball             | Volleyball             |            | X     | X     | X    | X    |                        | X                      | X             |               |          | X        | X      |        |       |       | X      | X      | X       | X       | X   | X   |
| Total                  | Total                  | Total      | 3     | 5     | 6    | 7    | 5                      | 8                      | 7             | 9             | 0        | 4        | 2      | 6      | 0     | 1     | 8      | 13     | 7       | 12      | 8   | 13  |

## Compétition

### Sports au programme
Dix-huit sports sont envisagés en novembre 2016 : athlétisme, baseball (pour les hommes), softball (pour les femmes), basket-ball, basket-ball 3 × 3, beach-volley, volley-ball, micronesian all around, football par équipe de onze pour les hommes, football par équipe de sept pour les femmes, natation, tennis, tennis de table, pêche sportive, course de Va’a, navigation traditionnelle, haltérophilie et lutte,. Toutefois, en avril 2017, lors d'une réunion à laquelle étaient conviés des représentants des pays participants, le comité d'organisation yapais a déclaré qu'il ne pourrait organiser les compétitions de natation en piscine, de tennis, de softball balle rapide, de voile traditionnelle et de basket-ball à trois et invite d'autres pays à se proposer d'ici début juin pour recevoir ces évènements. Pour la natation en piscine, l'État de Yap ne dispose pas de bassin adapté à la pratique en compétition. L'organisation de ces disciplines est finalement annulée.

### Calendrier
|  | Cérémonies |  | Jour de compétition |  | Jour de finale | 4 | Nombre de finales |

| Juillet 2018           | Juillet 2018           | Juillet 2018 | 15 | 16 | 17 | 18 | 19 | 20 | 21 | 22 | 23 | 24 | 25 | 26 | 27 | 28 |
| ---------------------- | ---------------------- | ------------ | -- | -- | -- | -- | -- | -- | -- | -- | -- | -- | -- | -- | -- | -- |
| Cérémonies             | Cérémonies             |              | O  |    |    |    |    |    |    |    |    |    |    |    |    | C  |
| Athlétisme             | Athlétisme             |              |    | 7  | 7  | 10 | 13 |    |    |    |    |    |    |    |    |    |
| Baseball               | Baseball               |              |    |    |    |    |    |    |    |    |    | 1  |    |    |    |    |
| Basketball             | Basketball             |              |    |    |    |    |    |    |    |    |    | 2  |    |    |    |    |
| Beach-volley           | Beach-volley           |              |    |    |    | 2  |    |    |    |    |    |    |    |    |    |    |
| Football               | Football               |              |    |    |    |    |    |    |    |    |    |    |    | 1  |    |    |
| Haltérophilie          | Haltérophilie          |              |    |    |    |    |    |    |    |    |    |    | 12 |    |    |    |
| Lutte                  | Lutte                  |              |    | 10 | 13 | 5  |    |    |    |    |    |    |    |    |    |    |
| Micronesian all around | Micronesian all around |              |    |    |    |    |    |    |    |    |    |    | 1  | 1  |    |    |
| Nage en eau libre      | Nage en eau libre      |              |    |    |    |    |    | 2  | 2  |    | 1  |    |    |    |    |    |
| Pêche sous-marine      | Pêche sous-marine      |              |    | 1  | 1  |    |    |    |    |    |    |    |    |    |    |    |
| Tennis de table        | Tennis de table        |              |    |    |    |    |    |    |    |    |    | 2  | 3  | 2  |    |    |
| Va'a                   | Va'a                   |              |    |    |    | 4  | 2  |    |    |    |    |    |    |    |    |    |
| Volleyball             | Volleyball             |              |    |    |    |    |    |    |    |    |    |    |    |    | 2  |    |
| Juillet 2018           | Juillet 2018           | Juillet 2018 | 15 | 16 | 17 | 18 | 19 | 20 | 21 | 22 | 23 | 24 | 25 | 26 | 27 | 28 |

|  | Cérémonies |  | Jour de compétition |  | Jour de finale | 4 | Nombre de finales |

### Tableau des médailles et bilan
Un total de 346 médailles sont distribuées entre les dix nations participantes, dont 124 — 28 en or — pour les quatre États des États fédérés de Micronésie.
La délégation des Palaos finit en tête du classement des médailles, tant en médailles d'or qu'au nombre total de médailles. La plupart des récompenses sont obtenues en athlétisme (seize dont cinq en or), en lutte (douze dont une en or), en nage (huit dont quatre en or), en tennis de table (dix-huit dont sept en or) et en va'a (cinq dont trois en or pour les femmes). Ces cinq sports totalisent 84 % des médailles (59) et 66 % de celles en or (20). En sport collectif, les Palaos se distinguent avec un titre en beach-volley pour les deux sexes.
Les sportifs des îles Marshall s'adjugent la deuxième place au tableau des médailles, grâce au nombre de médailles d'argent, aux dépens de Guam. Près de 58 % de ses médailles ont été acquises en haltérophile (30) ainsi que la quasi-totalité de ses médailles d'or (26). Elle acquiert sept médailles en lutte dont deux en or. Le dernier titre a été obtenu en athlétisme ainsi que cinq médailles d'argent. Ces trois sports représentent 83 % des médailles. Les membres de la sélection sont accueillis, à la leur descente d'avion à l’aéroport Amata-Kabua, par un grand nombre de fans, de familles, d'amis et d'officiels au son de chants et de musiques. Le ministre des Travaux publics, de l'infrastructure et des services publics, Tony Muller, leur souhaite la bienvenue au nom du gouvernement. Le 20 août, ils sont reçus au Nitijeļā où ils reçoivent une standing ovation. La présidente Hilda Heine annonce qu'à partir de ce jour le gouvernement entame son engagement pour préparer les Jeux de la Micronésie de 2022.
La délégation de Guam, troisième au tableau des médailles, possède le deuxième total avec 53 médailles dont vingt-neuf médailles d'or. La plupart des récompenses sont acquises en athlétisme avec trente-six médailles dont vingt en or, soit 68 % du total. Elle obtient aussi notamment quatre médailles d'or en lutte et écrase la concurrence en pêche sous-marine en gagnant les épreuves individuelle et par équipe. Dans les sports collectifs, Guam est tenante du titre en basketball féminin et masculin et en volley-ball féminin et masculin. Elle conserve ces titres hormis en volley-ball masculin où l'équipe n'arrive pas à s'extraire de la phase de groupe. Guam n'a pas présenté de sélection de baseball bien que s'étant adjugé la première place du tournoi quatre ans plus tôt.
Les Pohnpéiens amassent soixante-dix médailles, le premier total à égalité avec les Palaos, dont dix-huit médailles d'or. Au total, 80 % de leurs médailles sont acquises avec la lutte — vingt-et-une dont sept en or —, l'haltérophilie — seize dont quatre en or —, l'athlétisme — quinze dont trois en or — et le micronesian all around où les athlètes survolent la compétition avec les deux premières places chez les femmes et les première et troisième places chez les hommes. Pohnpei gagne pour la deuxième fois consécutive le tournoi de football et parvient à gagner en baseball malgré une mauvaise phase de groupe. Les membres de la délégation sont accueillis à l'aéroport international de Pohnpei par des centaines de personnes portant des banderoles et applaudissant à tout rompre. Elles les suivent ensuite en un cortège joyeux lors de leur défilé à travers la ville jusqu'au complexe gouvernemental où le gouvernement de l'État parraine une grande fête tenue en leur honneur.
Les îles Mariannes du Nord sont cinquième du tableau des médailles avec trente-six médailles dont neuf en or. Plus de 80 % des récompenses sont gagnées dans trois sports. Un peu moins de la moitié est obtenu en haltérophile avec quinze médailles dont six en or. Treize autres proviennent de l'athlétisme dont deux en or et cinq de la nage en eau libre dont une en or.
La sélection de Yap récolte trente-et-une médailles dont cinq en or, la classant sixième. Dix-neuf de ses médailles sont obtenues en lutte mais seulement deux lutteurs sont sacrés. Le bateau masculin en course de va'a fait carton plein avec trois titres. Inscrits dans toutes les sports collectifs, pour les deux sexes, les yapais n'obtiennent une médaille d'argent qu'en football.
Les chuukois, septième du classement des médailles, reçoivent six médailles en athlétisme dont deux en or, deux médailles d'or en lutte et une médaille d'or en volley-ball masculin.
La sélection des Kiribati, huitième au classement des médailles, dont deux en or, ne comprend aucune femme. Elle remporte une médaille dans chaque sport où elle est inscrite : quatre en athlétisme dont deux en or, une en argent en beach-volley, une en bronze en volley-ball.
Nauru n'est représenté que par un seul athlète en athlétisme, Jonah Harris, qui participe en sprint et en saut et termine deux fois premier, deux fois deuxième et une fois troisième.
Kosrae est dernier au tableau des médailles et aucune de ses quatorze récompenses est en or. Les meilleures performances sont réalisées en lutte avec trois médailles d'argent et six en bronze. Les Kosraéens obtiennent également trois médailles de bronze en haltérophilie, et une médaille de même métal en baseball et en course de va'a.
| Rang  | Nation                 | Or  | Argent | Bronze | Total |
| ----- | ---------------------- | --- | ------ | ------ | ----- |
| 1     | Palaos                 | 32  | 18     | 20     | 70    |
| 2     | Îles Marshall          | 29  | 17     | 6      | 52    |
| 3     | Guam                   | 29  | 12     | 12     | 53    |
| 4     | Pohnpei                | 18  | 33     | 19     | 70    |
| 5     | Îles Mariannes du Nord | 9   | 18     | 9      | 36    |
| 6     | Yap                    | 5   | 12     | 14     | 31    |
| 7     | Chuuk                  | 5   | 1      | 3      | 9     |
| 8     | Kiribati               | 2   | 2      | 2      | 6     |
| 9     | Nauru                  | 2   | 2      | 1      | 5     |
| 10    | Kosrae                 | 0   | 4      | 10     | 14    |
| Total | Total                  | 131 | 119    | 96     | 346   |

### Athlétisme
Les 19 épreuves d'athlétisme pour les hommes, 18 pour les femmes pour lesquelles aucune épreuve combinée n'est organisée, se tiennent du 16 au 19 juillet au Yap Sports Complex dans la municipalité de Gagil aux îles Yap. Chaque délégation peut inscrire un maximum de trois athlètes à une épreuve. Cette année, pour les deux sexes, le semi-marathon sur route est remplacé la veille de la course par un 15 000 m sur piste, faute de participants en nombre suffisant.
Guam a inscrit 17 athlètes en athlétisme : certains ont déjà participé aux Jeux, d'autres sont olympiens — Joshua Ilustre et Regine Tugade — ou de « futurs jeunes espoirs ». Plus de la moitié de l'équipe a participé aux championnats régionaux d'athlétisme de Micronésie en juin à Saipan. Parmi elles, les sœurs Regine et Richelle, qui s'entraînent ensemble, veulent obtenir des résultats en sprint et Regine, battre des records. De nombreux Guaméens et Guaméennes courent sur le demi-fond dont les frères et sœurs Zachary et Genina Criss, cette dernière désignée meilleure athlète lors des championnats régionaux. L'or est également l'objectif de Genie Gerardo, médaillé d'argent au lancer du poids et de bronze au lancer du disque aux Jeux de 2010, et de Joseph Aguon, dans les courses de courte distance, qui espère inspirer des jeunes à pratiquer l'athlétisme.
Guam écrase la concurrence avec vingt médailles d'or, huit en argent et huit en bronze. Les Palaos suivent loin derrière avec cinq titres, six deuxièmes places et cinq troisièmes places. Dix records des Jeux (GR = Record des Jeux) ont été battus lors de cette édition, huit par des femmes et deux par des hommes,.
- Femmes

La Guaméenne Regine Kate Tugade améliore deux records des Jeux établis par la Mariannaise Yvonne Bennett en 2010, celui du 100 m en demi-finale (12 s 47) puis en finale où elle court en 12 s 38 contre 12 s 68, et celui du 400 m qu'elle abaisse à 1 min 1 s 05 contre 1 min 1 s 30,,. L'ancien temps du 4 × 400 m réalisé en 2010 par des athlètes des Îles Mariannes du Nord a été battu par les trois premières équipes de la finale, les Guaméennes Shania Bulal, Madison Packbier, Richelle Tugade et Celine Amparo établissant un nouveau meilleurs leur temps de 4 min 19 s 18,. Le même quatuor améliore le temps du 4 × 100 m en le portant à 50 s 49 contre 52 s 23 par des Chuukoises en 2002,. Sur cette course, l'équipe a pu profiter d'un dernier bon relais de Celine Amparo pour monter de la deuxième à la première place. Le 15 000 m n'ayant jamais été proposé aux Jeux jusqu'à présent, le chrono victorieux de la Pohnpéienne Reloliza Saimon constitue la première performance répertoriée,. Au lancer du disque, la Marshallaise Sidra Triplett atteint 33,32 m soit 1,63 m de plus que le lancer de la Mariannaise Dolores Rangamar en 2002, et au lancer du poids Genie Gerardo — détentrice du record de Guam — effectue un jet à 11,49 m, 25 cm de plus que la Paluane Chandis Cooper en 2006,.
La délégation guaméenne remporte à elle seule 36 médailles dont 20 en or, grâce selon Richelle Tugade, aux entraînements de vitesse, d'endurance et à un travail spécifique sur la forme et la musculation. L'entraîneur Desmond Mandell II juge les performances de son équipe comme historiques.
Regine Kate Tugade, ancienne étudiante universitaire à Guam et actuellement en formation à l'Académie navale d'Annapolis, avec trois médailles en or, est nommée meilleure athlète féminine des Jeux aux dépens de sa sœur Richelle,,. Elle a pourtant dû partir avant la fin des Jeux pour regagner Annapolis où elle était attendue et aurait pu gagner d'autres médailles notamment en relais,. À cours d'entraînement puisqu'en phase de récupération pour la saison universitaire qui s'annonce, elle a également lutté contre d'intenses maux de tête qui l'ont amoindrie et la rendent insatisfaite de certaines de ses courses. Son prochain objectif est de participer avec sa sœur Richelle, également multi-médaillée, aux Jeux du Pacifique de 2019. Richelle Tugade, qui s'est adjugé cinq médailles d'or et une de bronze, confie que battre sa sœur, dont elle bénéficie des conseils, est la source de sa motivation. Genina Georgette Criss, quant à elle, s'adjuge quatre médailles d'or individuelles sur le demi-fond et la course de fond. Elle est très fière de son 1 500 m même si elle n'a pas fait le temps espéré.
| Épreuves          | Or                                                                                   | Argent                                                                         | Bronze                                                                                               |
| 100 m             | Regine Kate Tugade Guam 12 s 38 GR                                                   | Zarinae Sapong Îles Mariannes du Nord 13 s 12                                  | Shania Bulala Guam 13 s 16                                                                           |
| 200 m             | Zarinae Sapong Îles Mariannes du Nord 27 s 01                                        | Shania Bulala Guam 27 s 25                                                     | Celine Amparo Guam 27 s 26                                                                           |
| 400 m             | Regine Kate Tugade Guam 1 min 1 s 05 GR                                              | Madison Packbier Guam 1 min 2 s 18                                             | Emiko Leit Pohnpei 1 min 3 s 58                                                                      |
| 800 m             | Genina Georgette Criss Guam 2 min 27 s 45                                            | Madison Packbier Guam 2 min 31 s 20                                            | Elenna Santos Îles Mariannes du Nord 2 min 35 s 53                                                   |
| 1 500 m           | Genina Georgette Criss Guam 5 min 1 s 85                                             | Elenna Santos Îles Mariannes du Nord 5 min 26 s 49                             | Madison Packbier Guam 5 min 33 s 28                                                                  |
| 5 000 m           | Genina Georgette Criss Guam 21 min 14 s 24                                           | Reloliza Saimon Pohnpei 23 min 7 s 05                                          | — |
| 10 000 m          | Genina Georgette Criss Guam 47 min 54 s 49                                           | Reloliza Saimon Pohnpei 49 min 1 s 58                                          | Anaya Masang Palaos 50 min 4 s 31                                                                    |
| 15 000 m          | Reloliza Saimon Pohnpei 1 h 25 min 34 s                                              | —                                                                              | — |
| 100 m haies       | Richelle Tugade Guam 16 s 72                                                         | Rachel Abrams Îles Mariannes du Nord 17 s 77                                   | Aubry Ngirangesill Palaos 18 s 84                                                                    |
| 400 m haies       | Richelle Tugade Guam 1 min 13 s 74                                                   | Sydney Francisco Palaos 1 min 25 s 88                                          | — |
| 4 × 100 m         | Madison Packbier, Richelle Tugade, Celine Amparo, Shania Bulal Guam 50 s 49 GR       | Saya Shigeta, Emiko Leit, Meliza Bartolome, Darla Jonah Pohnpei 52 s 52        | Jamie Pangelinan, Zarinae Sapong, Elenna Santos, Rachel Abrams Îles Mariannes du Nord 53 s 08        |
| 4 × 400 m         | Shania Bulal, Madison Packbier, Richelle Tugade, Celine Amparo Guam 4 min 19 s 18 GR | Meliza Bartolome, Diana Shigeta, Darla Jonah, Emiko Leit Pohnpei 4 min 20 s 90 | Therize Millare, Jerlyn Castillo, Zarinae Sapong, Elenna Santos Îles Mariannes du Nord 4 min 24 s 43 |
| Saut en hauteur   | Rachel Abrams Îles Mariannes du Nord 1,36 m                                          | Rosemaline Watley Îles Marshall 1,36 m                                         | Amaya Ngirkelau Palaos 1,30 m                                                                        |
| Saut en longueur  | Regine Kate Tugade Guam 4,95 m                                                       | Shania Bulala Guam 4,84 m                                                      | Richelle Tugade Guam 4,69 m                                                                          |
| Triple saut       | Richelle Tugade Guam 9,86 m                                                          | Rosemaline Watley Îles Marshall 9,23 m                                         | Jerlyn Castillo Îles Mariannes du Nord 8,68 m                                                        |
| Lancer du poids   | Genie Gerardo Guam 11,49 m                                                           | Sidra Triplett Îles Marshall 11,13 m                                           | Amanda Cruz Guam 9,61 m                                                                              |
| Lancer du disque  | Sidra Triplett Îles Marshall 33,32 m                                                 | Genie Gerardo Guam 30,46 m                                                     | Amanda Cruz Guam 29,31 m                                                                             |
| Lancer du javelot | Genie Gerardo Guam 28,17 m                                                           | Sandonia Likor Pohnpei 24,75 m                                                 | Amaya Ngirkelau Palaos 22,22 m                                                                       |

- Hommes

Deux records des Jeux ont été battus lors de cette édition. Le Paluan Rodman Teltull améliore le chrono du 200 m en courant en 21 s 88 contre 22 s 15 par le Chuukois John Howard en 2002. Au saut en hauteur, Lataisi Mwea de Kiribati explose le record en portant la marque à 1,91 m contre 1,78 m pour le Marshallais Joseph Skerritt en 1998. Le 15 000 m n'ayant jamais été proposé aux Jeux jusqu'à présent, le chrono victorieux du Guaméen Benjamin Middlebrooke constitue la première performance répertoriée,. Ce dernier n'avait jusqu'alors jamais couru une telle distance et a construit sa victoire sur les trois premiers kilomètres.
Le Nauruan Johna Harris est le seul athlète de son pays à pouvoir participer aux Jeux de la Micronésie, son billet depuis la Finlande, où il participait aux Championnats du monde juniors d'athlétisme 2018, ayant été payé avant l'annulation, pour raison financière, de la venue du reste de la délégation,. Bien qu'il ressente en conséquence un surcroît de pression, il se sent prêt et confiant et a été bien accueilli par la population yapaise qui l'a fait se sentir chez lui. Après plusieurs années passées aux Fidji, ses parents se sont installés à Brisbane en Australie où sa mère est consule général de Nauru et son père ingénieur civil. Récemment diplômé du lycée, il a fait le choix d'une année sabbatique pour se consacrer à ce qu'il aime, en ce moment l'athlétisme, avant de poursuivre par la suite à l'université pour suivre des études de génie civil et avoir l'opportunité d'aider son pays pour le remercier de ce qu'il a reçu. Johna Harris a découvert l'athlétisme en 2015, après avoir longtemps joué en tant qu'ailier dans différents sports collectifs. Sa rapidité et son agilité l'ont convaincu de suivre la voie de son père qui fut sprinter. Il a depuis accumulé les succès, ce qui le surprend, mais lui donne la possibilité de donner de la fierté à son pays. Touché il y a presque deux mois par une tension à un ischio-jambier, il a pu participer correctement, ce que lui et son entraîneur ne croyaient pas réellement possible, grâce à six semaines de physiothérapie et de détermination, aux championnats en Finlande et aux Jeux à Yap,. Il remporte cinq médailles aux Jeux de la Micronésie : la médaille d'or sur le 100 m masculin et le saut en longueur, l'argent sur le 200 m et le saut en hauteur, le bronze au triple saut,.
| Épreuves          | Or                                                                       | Argent                                                                       | Bronze                                                                                  |
| 100 m             | Jonah Harris Nauru 11 s 07                                               | Rodman Teltull Palaos 11 s 10                                                | Scott Fiti Chuuk 11 s 22                                                                |
| 200 m             | Rodman Teltull Palaos 21 s 88 GR                                         | Jonah Harris Nauru 22 s 22                                                   | Scott Fiti Chuuk 22 s 76                                                                |
| 400 m             | Kiudone David Chuuk 51 s 79                                              | Douglas Schmidt Îles Mariannes du Nord 52 s 66                               | Joseph Aguon Guam 52 s 93                                                               |
| 800 m             | Joshua Ilustre Guam 2 min 4 s 89                                         | Darin Pascua Guam 2 min 8 s 83                                               | I.S Arongaw Chuuk 2 min 11 s 31                                                         |
| 1 500 m           | Joshua Ilustre Guam 4 min 28 s 03                                        | Cristia Etpison Nicolesc Palaos 4 min 35 s 50                                | Tyler Santos Îles Mariannes du Nord 4 min 39 s 58                                       |
| 5 000 m           | Ryan Matienzo Guam 17 min 7 s 29                                         | Benjamin Middlebrooke Guam 17 min 52 s 81                                    | Cristia Etpison Nicolesc Palaos 18 min 18 s 74                                          |
| 10 000 m          | Ryan Matienzo Guam 36 min 15 s 32                                        | Benjamin Middlebrooke Guam 39 min 45 s 49                                    | Casey Henri Pohnpei 43 min 39 s 85                                                      |
| 15 000 m          | Benjamin Middlebrooke Guam 1 h 3 min 51 s                                | MJ Ioanis Pohnpei 1 h 12 min 12 s                                            | —                                                                                       |
| 100 m haies       | Elias Ryan Pohnpei 17 s 14                                               | Mighty-Jay Bernardo Pohnpei 17 s 18                                          | Skyler Mason Pohnpei 19 s 10                                                            |
| 400 m haies       | Jeofry Limtiaco Guam 59 s 01                                             | Elias Ryan Pohnpei 59 s 78                                                   | Casey Henry Pohnpei 1 min 1 s 88                                                        |
| 4 × 100 m         | Adrian Ililau, Gwynn Uehara, Rodman Teltull, Ian Koshiba Palaos 43 s 39  | Oneisom McMahon, Benoni Kin, Nomar Jimenez, Scott Fiti Chuuk 43 s 92         | Kimwaua Makin, Tirioro Willie, Mobera Tonana, Biira Burennaira Guam 44 s 11 (NR)        |
| 4 × 400 m         | Kiudone David, Scott Fiti, Francis Rikat, Benoni Kin Chuuk 3 min 29 s 03 | Rodman Teltull, Gwynn Uehara, Joab Kanai, Dusty Etpison Palaos 3 min 32 s 35 | Darin Pascua, Paul John Dimalanta, Joseph Aguon, Jeofry Limtiaco Kiribati 3 min 32 s 88 |
| Saut en hauteur   | Lataisi Mwea Kiribati 1,91 m GR                                          | Jonah Harris Nauru 1,85 m                                                    | Kius Pius You Yap 1,52 m                                                                |
| Saut en longueur  | Jonah Harris Nauru 6,33 m                                                | Buraieta Yeeting Kiribati 6,17 m                                             | Devon Aquinas Pohnpei 6,07 m                                                            |
| Triple saut       | Biira Burennaira Kiribati 12,83 m                                        | Douglas Schmidt Îles Mariannes du Nord 12,47 m                               | Jonah Harris Nauru 12,09 m                                                              |
| Lancer du poids   | Florian Skilang Temengil Palaos 13,03 m                                  | Sione Aho Îles Marshall 12,38 m                                              | Javez Mooteb Yap 12,04 m                                                                |
| Lancer du disque  | Florian Skilang Temengil Palaos 39,75 m                                  | Sione Aho Îles Marshall 36,04 m                                              | Javez Mooteb Yap 31,99 m                                                                |
| Lancer du javelot | Dougwin Franz Palaos 50,32 m                                             | Iverson August Palaos 47,74 m                                                | Nicholas Gross Îles Mariannes du Nord 46,09 m                                           |
| Octathlon         | Mighty-Jay Bernardo Pohnpei 3 746 pts                                    | Joab Kanai Palaos 3 627 pts                                                  | Bradley Ponens Pohnpei 3 229 pts                                                        |

### Baseball
La compétition de baseball, exclusivement masculine, a lieu du 16 au 21 et les 23 et 24 juillet sur le site du Yap Sports Complex dans la municipalité de Gagil aux îles Yap. Cinq équipes sont en compétition : Kosrae, les Îles Mariannes du Nord, Palaos, Pohnpei et Yap.
Les îles Mariannes du Nord espèrent pouvoir remporter le titre, ce qu'elles n'ont pas pu faire depuis l'édition de 2006. Le tenant du titre, Guam, est absent.
- Premier tour

Lors du premier tour, les cinq équipes en lice se rencontrent dans le cadre d'un tournoi toutes rondes. Les quatre premiers sont qualifiés pour le tour suivant. Les équipes à égalité sont départagées par le résultat de leur confrontation directe.
| Résultats (dom.\ext.)  | Îles Mariannes du Nord | Kosrae | Palaos | Pohnpei | Yap   |
| Îles Mariannes du Nord |                        | 13-5   | 1-0    | 7-5     | 10-5  |
| Kosrae                 |                        |        | 10-2   | 3-2     | 15-10 |
| Palaos                 |                        |        |        | 9-5     | 14-0  |
| Pohnpei                |                        |        |        |         | 16-1  |
| Yap                    |                        |        |        |         |       |

| Pl. | Équipe                 | J | V | D | %     |
| --- | ---------------------- | - | - | - | ----- |
| 1   | Îles Mariannes du Nord | 4 | 4 | 0 | 100 % |
| 2   | Kosrae                 | 4 | 3 | 1 | 75 %  |
| 3   | Palaos                 | 4 | 2 | 2 | 50 %  |
| 4   | Pohnpei                | 4 | 1 | 3 | 25 %  |
| 5   | Yap                    | 4 | 0 | 4 | 0 %   |

- Phase finale

Lors de la phase finale, l'équipe classée en troisième position lors du premier tour, en l’occurrence Palaos, rencontre la quatrième, Pohnpei. Le perdant est éliminé et le gagnant rencontre l'équipe défaite lors de la rencontre entre les deux premiers de la phase initiale.
|  | Demi-finales    | Demi-finales           | Demi-finales    |  |  | Finale pour la 3e place | Finale pour la 3e place | Finale pour la 3e place |  |         | Grande finale   | Grande finale          | Grande finale   |
|  |                 |                        |                 |  |  |                         |                         |                         |  |         |                 |                        |                 |
|  | 23 juillet 2018 |                        |                 |  |  |                         |                         |                         |  |         |                 |                        |                 |
|  | 1               | Îles Mariannes du Nord | 13              |  |  |                         |                         |                         |  |         | 24 juillet 2018 | 24 juillet 2018        | 24 juillet 2018 |
|  | 2               | Kosrae                 | 1               |  |  | 24 juillet 2018         | 24 juillet 2018         | 24 juillet 2018         |  |         |                 | Îles Mariannes du Nord | 7               |
|  |                 |                        |                 |  |  | Kosrae                  | 0                       |                         |  | Pohnpei | 8               |                        |                 |
|  | 23 juillet 2018 | 23 juillet 2018        | 23 juillet 2018 |  |  | Pohnpei                 | 9                       |                         |  |         |                 |                        |                 |
|  | 3               | Palaos                 | 2               |  |  |                         |                         |                         |  |         |                 |                        |                 |
|  | 4               | Pohnpei                | 7               |  |  |                         |                         |                         |  |         |                 |                        |                 |

### Basketball
La compétition de basketball a lieu pour les femmes comme pour les hommes du 16 au 21 et les 23 et 24 juillet dans le gymnase du Yap Sports Complex dans la municipalité de Gagil aux îles Yap,. Sept équipes chez les femmes et neuf chez les hommes sont en compétition.
Pour la première fois et à la suite d'un vote — six contre un — des fédérations de basket-ball de la région de Micronésie, les règles d'éligibilité de la Fédération internationale de basket-ball sont appliquées pour le tournoi : un joueur doit être citoyen et détenteur d'un passeport du pays qu'il représente. Auparavant, un joueur était assujettie à une exigence de résidence de sept ans pour les non-Micronésiens et à une période de résidence de trois ans pour les insulaires, ce qui empêchait les équipes féminines et masculines de Guam d'intégrer des militaires américains vivant sur le territoire pendant de courtes périodes dans l'une des bases de l'île,. Cette décision est la conséquence d'une menace de la FIBA de ne pas autoriser le vainqueur des Jeux à participer aux Jeux du Pacifique de 2019 aux Samoa en cas de non application de cette règle, les Jeux de la Micronésie servant pour la première fois de tournoi de qualification,.
- Femmes

Les basketteuses de Guam sont tenantes du titre et visent la médaille d'or. Leur entraîneur, Eddie Pelkey, juge que son équipe a une bonne polyvalence qui oblige les adversaires à s'espacer sur le terrain en étendant leur défense de zone ou en les forçant à leur courir après pendant tout le match. Elle tient d'après lui à la présence de deux tireuses à trois points, à des joueuses de bonne taille, à beaucoup de vitesse dans les déplacements et la capacité à bien l'utiliser. Il souhaite donc concentrer son attention sur les phases de transition entre la défense et l'attaque pour créer des opportunités faciles. La vétérane Kali Benavente, membre de l'équipe de l'Université Chaminade d'Honolulu, doit assumer un rôle de leader. Beaucoup de joueuses ont déjà participé à une compétition internationale même si elles viendront aux Jeux de la Micronésie pour la première fois, tournoi où le jeu est beaucoup plus rapide selon la joueuse Rosita Duenas qui imagine que beaucoup de points seront la conséquence d'un jeu de contact, de la vitesse et d'une bonne défense.
Avant la finale, les guaméennes ont largement dominé leurs adversaires grâce à leur vitesse. Elles s'attendent à capitaliser sur celle-ci ainsi que sur leur taille et la profondeur de banc lors de la prochaine rencontre, et n'envisagent que l'or. Elles écrasent finalement les marshallaises en les devançant de 24 points. Les meilleures marqueuses sont Joy Pangilinan avec 15 points et Destiny Castro, qui s'est blessée au cours du match, avec 14 points. Le troisième quart-temps fut décisif, l'avantage de seulement 6 points (31 à 25) à la mi-temps augmentant de façon importante, notamment grâce à l'entrée en jeu de Joy Pangilinan. Un peu perdue tactiquement au début des Jeux, cette dernière a commencé à prendre confiance en elle à partir de la demi-finale. Jessica Olson, meilleure marqueuse marshallaise, a inscrit ses 11 points dans les deux premiers quart-temps.
- Phase de groupe

La phase de groupe permet de déterminer les rencontres de la phase à élimination directe.
Groupe 1
| Résultats (dom.\ext.) | Guam | Palaos | Pohnpei | Chuuk  |
| Guam                  |      | 77-41  | 74-55   | 101-17 |
| Palaos                |      |        | 64-56   | 78-24  |
| Pohnpei               |      |        |         | 76-30  |
| Chuuk                 |      |        |         |        |

| Pl. | Équipe  | J | V | D | P   | C   | D    |
| --- | ------- | - | - | - | --- | --- | ---- |
| 1   | Guam    | 3 | 3 | 0 | 252 | 113 | +139 |
| 2   | Palaos  | 3 | 2 | 1 | 183 | 157 | +26  |
| 3   | Pohnpei | 3 | 1 | 2 | 187 | 168 | +19  |
| 4   | Chuuk   | 3 | 0 | 3 | 71  | 255 | -184 |

Groupe 2
| Résultats (dom.\ext.)  | Marshall | Îles Mariannes du Nord | Yap   |
| Marshall               |          | 65-55                  | 72-40 |
| Îles Mariannes du Nord |          |                        | 68-26 |
| Yap                    |          |                        |       |

| Pl. | Équipe                 | J | V | D | P   | C   | D   |
| --- | ---------------------- | - | - | - | --- | --- | --- |
| 1   | Marshall               | 2 | 2 | 0 | 137 | 95  | +42 |
| 2   | Îles Mariannes du Nord | 2 | 1 | 1 | 123 | 91  | +32 |
| 3   | Yap                    | 2 | 0 | 2 | 66  | 140 | -74 |

- Phase finale

|  | Quarts-de-finale                | Quarts-de-finale |                 |                 | Demi-finales           | Demi-finales           |    |  | Finale          | Finale          |
|  | Quarts-de-finale                | Quarts-de-finale |                 |                 | Demi-finales           | Demi-finales           |    |  | Finale          | Finale          |
|  |                                 |                  |                 |                 |                        |                        |    |  |                 |                 |
|  | 20 juillet 2018                 | 20 juillet 2018  |                 |                 | 23 juillet 2018        | 23 juillet 2018        |    |  | 24 juillet 2018 | 24 juillet 2018 |
|  | 20 juillet 2018                 | 20 juillet 2018  |                 |                 | 23 juillet 2018        | 23 juillet 2018        |    |  | 24 juillet 2018 | 24 juillet 2018 |
|  | 1er Gr. 1 Guam                  |                  |                 |                 | 23 juillet 2018        | 23 juillet 2018        |    |  | 24 juillet 2018 | 24 juillet 2018 |
|  |                                 |                  |                 |                 | 23 juillet 2018        | 23 juillet 2018        |    |  | 24 juillet 2018 | 24 juillet 2018 |
|  | Bye                             |                  |                 |                 | 23 juillet 2018        | 23 juillet 2018        |    |  | 24 juillet 2018 | 24 juillet 2018 |
|  | Guam                            | 81               |                 |                 |                        |                        |    |  | 24 juillet 2018 | 24 juillet 2018 |
|  | Guam                            | 81               | 20 juillet 2018 |                 |                        |                        |    |  | 24 juillet 2018 | 24 juillet 2018 |
|  |                                 | Pohnpei          | 54              |                 |                        |                        |    |  | 24 juillet 2018 | 24 juillet 2018 |
|  | 2e Gr. 2 Îles Mariannes du Nord | Pohnpei          | 54              | 59              |                        |                        |    |  | 24 juillet 2018 | 24 juillet 2018 |
|  | 2e Gr. 2 Îles Mariannes du Nord |                  |                 | 59              |                        |                        |    |  | 24 juillet 2018 | 24 juillet 2018 |
|  | 3e Gr. 1 Pohnpei                | 70               |                 |                 |                        |                        |    |  | 24 juillet 2018 | 24 juillet 2018 |
|  | 3e Gr. 1 Pohnpei                | 70               | Guam            | 62              |                        |                        |    |  |                 |                 |
|  | 20 juillet 2018                 |                  | Guam            | 62              |                        |                        |    |  |                 |                 |
|  |                                 | Marshall         | 38              |                 |                        |                        |    |  |                 |                 |
|  | 1er Gr. 2 Marshall              | Marshall         | 38              | 88              |                        |                        |    |  |                 |                 |
|  | 1er Gr. 2 Marshall              | 23 juillet 2018  |                 | 88              |                        |                        |    |  |                 |                 |
|  | 4e Gr. 1 Chuuk                  | 23               |                 |                 |                        |                        |    |  |                 |                 |
|  | 4e Gr. 1 Chuuk                  | 23               | Marshall        | 63              |                        |                        |    |  |                 |                 |
|  | 20 juillet 2018                 | 20 juillet 2018  | Marshall        | 63              | Match pour la 3e place | Match pour la 3e place |    |  |                 |                 |
|  | 20 juillet 2018                 | 20 juillet 2018  |                 | Palaos          | Match pour la 3e place | Match pour la 3e place | 59 |  |                 |                 |
|  | 2e Gr. 1 Palaos                 | 74               | 24 juillet 2018 | 24 juillet 2018 |                        |                        | 59 |  |                 |                 |
|  | 2e Gr. 1 Palaos                 | 74               | 24 juillet 2018 | 24 juillet 2018 |                        |                        |    |  |                 |                 |
|  | 3e Gr. 2 Yap                    | 28               |                 | Pohnpei         | 57                     |                        |    |  |                 |                 |
|  | 3e Gr. 2 Yap                    | 28               |                 | Pohnpei         | 57                     |                        |    |  |                 |                 |
|  |                                 |                  |                 |                 |                        |                        |    |  | Palaos          | 59              |
|  |                                 |                  |                 |                 |                        |                        |    |  | Palaos          | 59              |

|  | Match pour la cinquième place 22 juillet 2018 |    |
|  |                                               |    |
|  |                                               |    |
|  |                                               |    |
|  | Îles Mariannes du Nord                        | 69 |
|  | Îles Mariannes du Nord                        | 69 |
|  | Yap                                           | 44 |
|  | Yap                                           | 44 |

- Hommes

L'équipe de Guam de basket-ball, tenante du titre, est dans l'obligation de remporter la compétition, ce qu'elle a toujours fait jusqu'à présent lorsqu'elle était inscrite, sans perdre aucun match, pour défendre sa médaille d'or acquise aux Jeux du Pacifique de 2015,. Il était originellement prévu une équipe jeune mais le changement de statut du tournoi des Jeux a obligé le sélectionneur à revoir son groupe. Il compte pour réussir sur la présence de quatre vétérans déjà présents aux précédents Jeux de la Micronésie et ayant participé pour certains aux Jeux du Pacifique de 2015, de jeunes joueurs universitaires aux États-Unis et de quelques joueurs du championnat de Guam,,.
L'équipe de Guam remporte la compétition en s'imposant en finale contre les Îles Marshalls, match durant lequel les basketteurs guaméens ont profité des nombreuses fautes de leurs adversaires pour inscrire 37 points au moyen de lancers francs. Le meilleur marqueur de la rencontre est Mekeli Wesley avec 22 points.
- Phase de groupe

Seule la dernière équipe du groupe 2, qui comprend cinq équipes est éliminée. Les quatre autres équipes du groupe 2 et l'ensemble des équipes du groupe 1 sont qualifiées pour les quarts de finale. La position des équipes détermine les rencontres de la phase à élimination directe.
Groupe 1
| Résultats (dom.\ext.) | Marshall | Yap    | Kosrae | Chuuk |
| Marshall              |          | 108-65 | 95-58  | 79-44 |
| Yap                   |          |        | 68-64  | 75-72 |
| Kosrae                |          |        |        | 90-87 |
| Chuuk                 |          |        |        |       |

| Pl. | Équipe   | J | V | D | P   | C   | D    |
| --- | -------- | - | - | - | --- | --- | ---- |
| 1   | Marshall | 3 | 3 | 0 | 282 | 167 | +115 |
| 2   | Yap      | 3 | 2 | 1 | 208 | 244 | -36  |
| 3   | Kosrae   | 3 | 1 | 2 | 212 | 250 | -38  |
| 4   | Chuuk    | 3 | 0 | 3 | 203 | 244 | -41  |

Groupe 2
| Résultats (dom.\ext.)  | Guam | Pohnpei | Palaos | Îles Mariannes du Nord | Kiribati |
| Guam                   |      | 81-61   | 77-61  | 106-66                 | 72-47    |
| Pohnpei                |      |         | 72-64  | 75-66                  | 87-74    |
| Palaos                 |      |         |        | 100-68                 | 68-64    |
| Îles Mariannes du Nord |      |         |        |                        | 82-69    |
| Kiribati               |      |         |        |                        |          |

| Pl. | Équipe                 | J | V | D | P   | C   | D    |
| --- | ---------------------- | - | - | - | --- | --- | ---- |
| 1   | Guam                   | 4 | 4 | 0 | 336 | 235 | +101 |
| 2   | Pohnpei                | 4 | 3 | 1 | 295 | 285 | +10  |
| 3   | Palaos                 | 4 | 2 | 2 | 293 | 281 | +12  |
| 4   | Îles Mariannes du Nord | 4 | 1 | 3 | 282 | 350 | -68  |
| 5   | Kiribati               | 4 | 0 | 4 | 254 | 309 | -55  |

- Phase finale

|  | Quarts-de-finale                | Quarts-de-finale |                 |                 | Demi-finales           | Demi-finales           |    |  | Finale          | Finale          |
|  | Quarts-de-finale                | Quarts-de-finale |                 |                 | Demi-finales           | Demi-finales           |    |  | Finale          | Finale          |
|  |                                 |                  |                 |                 |                        |                        |    |  |                 |                 |
|  | 21 juillet 2018                 | 21 juillet 2018  |                 |                 | 23 juillet 2018        | 23 juillet 2018        |    |  | 24 juillet 2018 | 24 juillet 2018 |
|  | 21 juillet 2018                 | 21 juillet 2018  |                 |                 | 23 juillet 2018        | 23 juillet 2018        |    |  | 24 juillet 2018 | 24 juillet 2018 |
|  | 1er Gr. 2 Guam                  | 95               |                 |                 | 23 juillet 2018        | 23 juillet 2018        |    |  | 24 juillet 2018 | 24 juillet 2018 |
|  | 1er Gr. 2 Guam                  | 95               |                 |                 | 23 juillet 2018        | 23 juillet 2018        |    |  | 24 juillet 2018 | 24 juillet 2018 |
|  | 4e Gr. 1 Chuuk                  | 56               |                 |                 | 23 juillet 2018        | 23 juillet 2018        |    |  | 24 juillet 2018 | 24 juillet 2018 |
|  | 4e Gr. 1 Chuuk                  | 56               | Guam            | 92              |                        |                        |    |  | 24 juillet 2018 | 24 juillet 2018 |
|  | 21 juillet 2018                 |                  | Guam            | 92              |                        |                        |    |  | 24 juillet 2018 | 24 juillet 2018 |
|  |                                 | Palaos           | 49              |                 |                        |                        |    |  | 24 juillet 2018 | 24 juillet 2018 |
|  | 2e Gr. 1 Yap                    | Palaos           | 49              | 70              |                        |                        |    |  | 24 juillet 2018 | 24 juillet 2018 |
|  | 2e Gr. 1 Yap                    |                  |                 | 70              |                        |                        |    |  | 24 juillet 2018 | 24 juillet 2018 |
|  | 3e Gr. 2 Palaos                 | 89               |                 |                 |                        |                        |    |  | 24 juillet 2018 | 24 juillet 2018 |
|  | 3e Gr. 2 Palaos                 | 89               | Guam            | 86              |                        |                        |    |  |                 |                 |
|  | 21 juillet 2018                 |                  | Guam            | 86              |                        |                        |    |  |                 |                 |
|  |                                 | Marshall         | 72              |                 |                        |                        |    |  |                 |                 |
|  | 1er Gr. 1 Marshall              | Marshall         | 72              | 97              |                        |                        |    |  |                 |                 |
|  | 1er Gr. 1 Marshall              | 23 juillet 2018  |                 | 97              |                        |                        |    |  |                 |                 |
|  | 4e Gr. 2 Îles Mariannes du Nord | 81               |                 |                 |                        |                        |    |  |                 |                 |
|  | 4e Gr. 2 Îles Mariannes du Nord | 81               | Marshall        | 97              |                        |                        |    |  |                 |                 |
|  | 21 juillet 2018                 | 21 juillet 2018  | Marshall        | 97              | Match pour la 3e place | Match pour la 3e place |    |  |                 |                 |
|  | 21 juillet 2018                 | 21 juillet 2018  |                 | Pohnpei         | Match pour la 3e place | Match pour la 3e place | 81 |  |                 |                 |
|  | 2e Gr. 2 Pohnpei                | 84               | 24 juillet 2018 | 24 juillet 2018 |                        |                        | 81 |  |                 |                 |
|  | 2e Gr. 2 Pohnpei                | 84               | 24 juillet 2018 | 24 juillet 2018 |                        |                        |    |  |                 |                 |
|  | 3e Gr. 1 Kosrae                 | 77               |                 | Pohnpei         | 72                     |                        |    |  |                 |                 |
|  | 3e Gr. 1 Kosrae                 | 77               |                 | Pohnpei         | 72                     |                        |    |  |                 |                 |
|  |                                 |                  |                 |                 |                        |                        |    |  | Palaos          | 66              |
|  |                                 |                  |                 |                 |                        |                        |    |  | Palaos          | 66              |

- Matchs de classement

|  | Tour de classement     | Tour de classement |                        |    | Match pour la 5e place | Match pour la 5e place |
|  | Tour de classement     | Tour de classement |                        |    | Match pour la 5e place | Match pour la 5e place |
|  |                        |                    |                        |    |                        |                        |
|  | 23 juillet 2018        | 23 juillet 2018    |                        |    | 24 juillet 2018        | 24 juillet 2018        |
|  | 23 juillet 2018        | 23 juillet 2018    |                        |    | 24 juillet 2018        | 24 juillet 2018        |
|  | Chuuk                  | 89                 |                        |    | 24 juillet 2018        | 24 juillet 2018        |
|  | Chuuk                  | 89                 |                        |    | 24 juillet 2018        | 24 juillet 2018        |
|  | Yap                    | 81                 |                        |    | 24 juillet 2018        | 24 juillet 2018        |
|  | Yap                    | 81                 | Kosrae                 | 69 |                        |                        |
|  | 23 juillet 2018        |                    | Kosrae                 | 69 |                        |                        |
|  |                        | Chuuk              | 64                     |    |                        |                        |
|  | Kosrae                 | Chuuk              | 64                     | 82 |                        |                        |
|  | Kosrae                 |                    |                        | 82 |                        |                        |
|  | Îles Mariannes du Nord | 76                 |                        |    |                        |                        |
|  | Îles Mariannes du Nord | 76                 | Match pour la 7e place |    |                        |                        |
|  |                        |                    |                        |    |                        |                        |
|  | 24 juillet 2018        |                    |                        |    |                        |                        |
|  |                        |                    |                        |    |                        |                        |
|  | Îles Mariannes du Nord | 88                 |                        |    |                        |                        |
|  | Îles Mariannes du Nord | 88                 |                        |    |                        |                        |
|  | Yap                    | 64                 |                        |    |                        |                        |
|  | Yap                    | 64                 |                        |    |                        |                        |

### Beach-volley
Le volley-ball, introduit aux Jeux de 1998, absent des Jeux de 2010 et 2014, est de nouveau au programme. La compétition de beach-volley a lieu pour les femmes comme pour les hommes du 16 au 18 juillet dans le gymnase du Yap Sports Complex dans la municipalité de Gagil aux îles Yap,. Les phases de poule des compétitions se déroulent les 16 et 17 juillet et les phases à élimination directe le 18 juillet. Cinq équipes chez les femmes, dont deux des îles Marshalls, et quatre chez les hommes sont en compétition. Il était initialement prévu que chaque délégation ne puisse inscrire qu'une seule équipe de chaque sexe. Chez les hommes, les îles Mariannes du Nord et les îles Marshall, un temps pressenties, n'ont pas inscrit d'équipe.
- Femmes

L'équipe de beach-volley féminine représentant Guam est formée de la vétérane Tatiana Sablan, âgée de 37 ans, 25 ans de pratique en volleyball et beach-volley, et qui représente son pays en beach-volley depuis 2013, et de Kiarra Rojas, beaucoup plus jeune, ancienne volleyeuse dans son lycée puis à l'Université de Guam pendant un an. Faute d'avoir pu percer, elle vient de se reconvertir dans le beach-volley, aidée en cela par Tatiana Sablan qui l'a choisi comme partenaire et qui note ses progrès rapides et apprécie la force de sa frappe.
- Phase de groupe

Le classement de la phase de groupe détermine les rencontres de la phase à élimination directe pour laquelle se qualifient les quatre premières équipes, les deux premières étant tête de liste.
| Résultats       | Palaos | Îles Marshall 1 | Guam | Îles Marshall 2 | Yap |
| Palaos          |        | 2-1             | 0-2  | 2-1             | 2-0 |
| Îles Marshall 1 |        |                 | 2-0  | 2-0             | 0-2 |
| Guam            |        |                 |      | 0-2             | 2-0 |
| Îles Marshall 2 |        |                 |      |                 | 2-0 |
| Yap             |        |                 |      |                 |     |

| # | Équipe          | Pts | J | G | P | Sp | Sc | Ratio | Pp  | Pc  | Ratio |
| - | --------------- | --- | - | - | - | -- | -- | ----- | --- | --- | ----- |
| 1 | Palaos          | 6   | 4 | 3 | 1 | 6  | 4  | 1.5   | 172 | 146 | 1.178 |
| 2 | Îles Marshall 1 | 4   | 4 | 2 | 2 | 5  | 4  | 1.25  | 213 | 187 | 1.139 |
| 3 | Guam            | 4   | 4 | 2 | 2 | 4  | 4  | 1     | 132 | 130 | 1.015 |
| 4 | Îles Marshall 2 | 4   | 4 | 2 | 2 | 5  | 4  | 1.25  | 160 | 159 | 1.006 |
| 5 | Yap             | 2   | 4 | 1 | 3 | 2  | 6  | 0.333 | 157 | 212 | 0.741 |

- Phase finale

|  |                 |            |                 |            |            |                               |    |        |        |        |        |        |
|  | 1/2 finale      | 1/2 finale | 1/2 finale      | 1/2 finale | 1/2 finale |                               |    | Finale | Finale | Finale | Finale | Finale |
|  |                 |            |                 |            |            |                               |    |        |        |        |        |        |
|  |                 |            |                 |            |            |                               |    |        |        |        |        |        |
|  | Palaos          | (1)        | 21              | 21         |            |                               |    |        |        |        |        |        |
|  | Palaos          | (1)        | 21              | 21         |            |                               |    |        |        |        |        |        |
|  | Îles Marshall 2 | (4)        | 11              | 19         |            |                               |    |        |        |        |        |        |
|  | Îles Marshall 2 | (4)        | 11              | 19         | Palaos     |                               | 21 | 20     | 15     |        |        |        |
|  |                 |            |                 |            |            |                               | 21 | 20     | 15     |        |        |        |
|  |                 |            | Îles Marshall 1 |            | 13         | 22                            | 4  |        |        |        |        |        |
|  | Îles Marshall 1 | (2)        | Îles Marshall 1 | 21         | 13         | 22                            | 4  | 10     | 15     |        |        |        |
|  | Îles Marshall 1 | (2)        |                 | 21         |            |                               |    | 10     | 15     |        |        |        |
|  | Guam            | (3)        | 11              | 21         | 6          |                               |    |        |        |        |        |        |
|  | Guam            | (3)        | 11              | 21         | 6          | Match pour la troisième place |    |        |        |        |        |        |
|  |                 |            |                 |            |            |                               |    |        |        |        |        |        |
|  |                 |            |                 |            |            |                               |    |        |        |        |        |        |
|  |                 |            |                 |            |            |                               |    |        |        |        |        |        |
|  | Îles Marshall 2 |            | 21              | 19         | 15         |                               |    |        |        |        |        |        |
|  | Îles Marshall 2 |            | 21              | 19         | 15         |                               |    |        |        |        |        |        |
|  | Guam            |            | 16              | 21         | 9          |                               |    |        |        |        |        |        |

- Hommes

Shitaro Okada et Ryan Eugenio, partenaires pour la première fois, représentent Guam dans la compétition et ciblent la médaille d'or, malgré une blessure au genou d'Okada survenue quelques semaines avant le début de la compétition,. Shitaro Okada, plus expérimenté que son copéquipier dont c'est la première sélection, a déjà revêtu les couleurs nationales dans ce sport à la fin des années 1990, puis en basketball dans les années 2000, avant de revenir au beach-volley,. Il s'attend à une forte opposition, notamment de Palaos et des Îles Mariannes du Nord. Okada est précis dans ses frappes tandis que Ryan Eugenio frappe fort dans la balle. Plus petit que son coéquipier, Shitaro Okada pense qu'il aura un rôle important dans la réception des services tandis que les qualités athlétiques de Ryan Eugenio devraient le conduire à assurer la couverture du terrain.
- Phase de groupe

Le classement de la phase de groupe détermine les rencontres de la phase à élimination directe où les deux premières équipes sont tête de liste.
| Résultats | Kiribati | Palaos | Guam | Yap |
| Kiribati  |          | 2-0    | 2-1  | 2-0 |
| Palaos    |          |        | 2-0  | 2-0 |
| Guam      |          |        |      | 2-1 |
| Yap       |          |        |      |     |

| # | Équipe   | Pts | J | G | P | Sp | Sc | Ratio | Pp  | Pc  | Ratio |
| - | -------- | --- | - | - | - | -- | -- | ----- | --- | --- | ----- |
| 1 | Kiribati | 6   | 3 | 3 | 0 | 6  | 1  | 6     | 133 | 113 | 1.177 |
| 2 | Palaos   | 4   | 3 | 2 | 1 | 4  | 2  | 2     | 117 | 93  | 1.258 |
| 3 | Guam     | 2   | 3 | 1 | 2 | 3  | 5  | 0.6   | 124 | 145 | 0.855 |
| 4 | Yap      | 0   | 3 | 0 | 3 | 1  | 6  | 0.167 | 114 | 137 | 0.832 |

- Phase finale

|  |            |            |            |            |                               |    |    |        |        |        |        |        |
|  | 1/2 finale | 1/2 finale | 1/2 finale | 1/2 finale | 1/2 finale                    |    |    | Finale | Finale | Finale | Finale | Finale |
|  |            |            |            |            |                               |    |    |        |        |        |        |        |
|  |            |            |            |            |                               |    |    |        |        |        |        |        |
|  | Kiribati   | (1)        | 21         | 21         |                               |    |    |        |        |        |        |        |
|  | Kiribati   | (1)        | 21         | 21         |                               |    |    |        |        |        |        |        |
|  | Yap        | (4)        | 9          | 11         |                               |    |    |        |        |        |        |        |
|  | Yap        | (4)        | 9          | 11         | Palaos                        |    | 21 | 21     |        |        |        |        |
|  |            |            |            |            |                               |    | 21 | 21     |        |        |        |        |
|  |            |            | Kiribati   |            | 17                            | 17 |    |        |        |        |        |        |
|  | Palaos     | (2)        | Kiribati   | 21         | 17                            | 17 | 21 |        |        |        |        |        |
|  | Palaos     | (2)        |            | 21         |                               |    | 21 |        |        |        |        |        |
|  | Guam       | (3)        | 8          | 19         |                               |    |    |        |        |        |        |        |
|  | Guam       | (3)        | 8          | 19         | Match pour la troisième place |    |    |        |        |        |        |        |
|  |            |            |            |            |                               |    |    |        |        |        |        |        |
|  |            |            |            |            |                               |    |    |        |        |        |        |        |
|  |            |            |            |            |                               |    |    |        |        |        |        |        |
|  | Guam       |            | 21         | 21         |                               |    |    |        |        |        |        |        |
|  | Guam       |            | 21         | 21         |                               |    |    |        |        |        |        |        |
|  | Yap        |            | 18         | 17         |                               |    |    |        |        |        |        |        |

### Football
- Premier tour

Lors du premier tour, du 23 au 25 juillet, les quatre équipes en lice se rencontrent dans le cadre d'un tournoi toutes rondes au Yap Sports Complex dans la municipalité de Gagil aux îles Yap. Le classement final détermine les matches pour l'obtention des médailles lors du tour suivant. La participation des Kiribati et de Guam a été envisagé pendant un temps. Pohnpei remporte un deuxième titre après celui de 2014.
| Résultats | Yap | Pohnpei | Palaos | Chuuk |
| Yap       |     | 2-2     | 2-1    | 4-2   |
| Pohnpei   |     |         | 2-1    | 1-1   |
| Palaos    |     |         |        | 1-0   |
| Chuuk     |     |         |        |       |

| Pl. | Équipe  | J | V | N | D | P | C | D  |
| --- | ------- | - | - | - | - | - | - | -- |
| 1   | Yap     | 3 | 2 | 1 | 0 | 8 | 5 | +3 |
| 2   | Pohnpei | 3 | 1 | 2 | 0 | 5 | 4 | +1 |
| 3   | Palaos  | 3 | 1 | 0 | 2 | 3 | 4 | -1 |
| 4   | Chuuk   | 3 | 0 | 1 | 2 | 3 | 6 | -3 |

- Matchs pour les médailles

Le classement du premier tour conditionne les rencontres du second tour et l'accès aux médailles. Les troisième et quatrième se disputent la médaille de bronze et les premier et deuxième la médaille d'or.
Match pour la médaille de bronze
|  | Palaos | 1 - 0 | Chuuk |  |  |
|  |        |       |       |  |  |

Match pour la médaille d'or
|  | Pohnpei | 3 - 2 | Yap |  |  |
|  |         |       |     |  |  |

### Haltérophilie
La compétition d'haltérophilie a lieu pour les femmes comme pour les hommes le 25 juillet dans le gymnase du Yap Sports Complex dans la municipalité de Gagil aux îles Yap. Seulement cinq femmes et dix-neuf hommes entrent en compétition. Chaque nation peut inscrire un maximum de huit haltérophiles de chaque sexe avec un maximum de deux par catégorie.
Les îles Mariannes du Nord, qui ont remporté douze médailles lors des derniers jeux, ont de grands espoirs pour cette édition. Elles rapportent trois médailles d'or, sept d'argent et deux de bronze, loin derrière les îles Marshall avec 26 titres et quatre deuxième places.
- Femmes

| Épreuve        | Or                                        | Or             | Argent                             | Argent         | Bronze         | Bronze         |
| moins de 48 kg | moins de 48 kg                            | moins de 48 kg | moins de 48 kg                     | moins de 48 kg | moins de 48 kg | moins de 48 kg |
| -------------- | ----------------------------------------- | -------------- | ---------------------------------- | -------------- | -------------- | -------------- |
| Arraché        | Martha Hanerc Îles Marshall               | 35 kg          | —                                  | —              | —              | —              |
| Épaulé-jeté    | Martha Hanerc Îles Marshall               | 45 kg          | —                                  | —              | —              | —              |
| Total          | Martha Hanerc Îles Marshall               | 80 kg          | —                                  | —              | —              | —              |
| moins de 58 kg |                                           |                |                                    |                |                |                |
| Arraché        | Marine Violet Burns Îles Marshall         | 50 kg          | —                                  | —              | —              | —              |
| Épaulé-jeté    | Marine Violet Burns Îles Marshall         | 65 kg          | —                                  | —              | —              | —              |
| Total          | Marine Violet Burns Îles Marshall         | 115 kg         | —                                  | —              | —              | —              |
| moins de 69 kg |                                           |                |                                    |                |                |                |
| Arraché        | Daisy Latdrik Îles Marshall               | 40 kg          | —                                  | —              | —              | —              |
| Épaulé-jeté    | Daisy Latdrik Îles Marshall               | 55 kg          | —                                  | —              | —              | —              |
| Total          | Daisy Latdrik Îles Marshall               | 95 kg          | —                                  | —              | —              | —              |
| moins de 90 kg |                                           |                |                                    |                |                |                |
| Arraché        | Antoinette Labausa Îles Mariannes du Nord | 68 kg          | Bonnie Cruz Îles Mariannes du Nord | 45 kg          | —              | —              |
| Épaulé-jeté    | Antoinette Labausa Îles Mariannes du Nord | 91 kg          | Bonnie Cruz Îles Mariannes du Nord | 80 kg          | —              | —              |
| Total          | Antoinette Labausa Îles Mariannes du Nord | 159 kg         | Bonnie Cruz Îles Mariannes du Nord | 137 kg         | —              | —              |

- Hommes

| Épreuve         | Or                                        | Or             | Argent                               | Argent         | Bronze                               | Bronze         |
| moins de 56 kg  | moins de 56 kg                            | moins de 56 kg | moins de 56 kg                       | moins de 56 kg | moins de 56 kg                       | moins de 56 kg |
| --------------- | ----------------------------------------- | -------------- | ------------------------------------ | -------------- | ------------------------------------ | -------------- |
| Arraché         | Mike Riklon Îles Marshall                 | 68 kg          | Alselm Sumor Palaos                  | 65 kg          | —                                    | —              |
| Épaulé-jeté     | Mike Riklon Îles Marshall                 | 90 kg          | Alselm Sumor Palaos                  | 70 kg          | —                                    | —              |
| Total           | Mike Riklon Îles Marshall                 | 158 kg         | Alselm Sumor Palaos                  | 135 kg         | —                                    | —              |
| moins de 62 kg  |                                           |                |                                      |                |                                      |                |
| Arraché         | Gibbs Jack Pohnpei                        | 78 kg          | Joshua Ralpho Îles Marshall          | 78 kg          | —                                    | —              |
| Épaulé-jeté     | Joshua Ralpho Îles Marshall               | 105 kg         | Gibbs Jack Pohnpei                   | 101 kg         | —                                    | —              |
| Total           | Joshua Ralpho Îles Marshall               | 183 kg         | Gibbs Jack Pohnpei                   | 179 kg         | —                                    | —              |
| moins de 69 kg  |                                           |                |                                      |                |                                      |                |
| Arraché         | Patterson River Îles Marshall             | 90 kg          | Joymar Ioanis Pohnpei                | 75 kg          | —                                    | —              |
| Épaulé-jeté     | Patterson River Îles Marshall             | 110 kg         | Joymar Ioanis Pohnpei                | 90 kg          | —                                    | —              |
| Total           | Patterson River Îles Marshall             | 200 kg         | Joymar Ioanis Pohnpei                | 165 kg         | —                                    | —              |
| moins de 77 kg  |                                           |                |                                      |                |                                      |                |
| Arraché         | Loir Tamare Îles Marshall                 | 100 kg         | Marly Jack Pohnpei                   | 95 kg          | Brandon Jesse Kosrae                 | 70 kg          |
| Épaulé-jeté     | Loir Tamare Îles Marshall                 | 130 kg         | Marly Jack Pohnpei                   | 120 kg         | Brandon Jesse Kosrae                 | 90 kg          |
| Total           | Loir Tamare Îles Marshall                 | 230 kg         | Marly Jack Pohnpei                   | 215 kg         | Brandon Jesse Kosrae                 | 160 kg         |
| moins de 85 kg  |                                           |                |                                      |                |                                      |                |
| Arraché         | Kabuati Sailas Bob Îles Marshall          | 160 kg         | Adran Dolon Pohnpei                  | 121 kg         | Joseph Tudela Îles Mariannes du Nord | 120 kg         |
| Épaulé-jeté     | Kabuati Sailas Bob Îles Marshall          | 115 kg         | Joseph Tudela Îles Mariannes du Nord | 105 kg         | Adran Dolon Pohnpei                  | 90 kg          |
| Total           | Kabuati Sailas Bob Îles Marshall          | 275 kg         | Joseph Tudela Îles Mariannes du Nord | 225 kg         | Adran Dolon Pohnpei                  | 211 kg         |
| moins de 94 kg  |                                           |                |                                      |                |                                      |                |
| Arraché         | Sione Haho Îles Marshall                  | 95 kg          | Dorian Peter Pohnpei                 | 91 kg          | Rodrico Ada Îles Mariannes du Nord   | 85 kg          |
| Épaulé-jeté     | Sione Haho Îles Marshall                  | 120 kg         | Rodrico Ada Îles Mariannes du Nord   | 95 kg          | —                                    | —              |
| Total           | Sione Haho Îles Marshall                  | 215 kg         | Rodrico Ada Îles Mariannes du Nord   | 190 kg         | —                                    | —              |
| moins de 105 kg |                                           |                |                                      |                |                                      |                |
| Arraché         | Angel San Nicholas Îles Mariannes du Nord | 110 kg         | Alvin Reuuemau Yap                   | 90 kg          | —                                    | —              |
| Épaulé-jeté     | Angel San Nicholas Îles Mariannes du Nord | 130 kg         | Alvin Reuuemau Yap                   | 130 kg         | —                                    | —              |
| Total           | Angel San Nicholas Îles Mariannes du Nord | 240 kg         | Alvin Reuuemau Yap                   | 220 kg         | —                                    | —              |
| plus de 105 kg  |                                           |                |                                      |                |                                      |                |
| Arraché         | Burdon Charley Pohnpei                    | 80 kg          | Abraham Jinuna Îles Marshall         | 65 kg          | —                                    | —              |
| Épaulé-jeté     | Burdon Charley Pohnpei                    | 105 kg         | Abraham Jinuna Îles Marshall         | 80 kg          | —                                    | —              |
| Total           | Burdon Charley Pohnpei                    | 185 kg         | Abraham Jinuna Îles Marshall         | 145 kg         | —                                    | —              |

### Lutte
Les compétitions de lutte se déroulent dans la municipalité de Gagil aux îles Yap,, du 16 au 18 juillet. Trois disciplines sont proposées : la lutte gréco-romaine, exclusivement masculine, le 16 juillet, la lutte libre, pour les deux sexes, le 17 juillet, la lutte de plage, pour les hommes et les femmes également, le 18 juillet dans le gymnase du Yap Sports Complex.
Les Palaos s'adjugent la première place au classement des médailles de la lutte avec onze médailles d'or et deux en bronze, devant Pohnpei avec vingt-et-une médailles sont sept en or et onze en argent. Les paluans Guy Delamau, Cristian Nicolescu et Florian Skilang Temengil remportent chacun les trois titres possibles dans leurs catégories de poids.
La Fédération de lutte amateur de Guam envoie le 10 juillet cinq athlètes, tous médaillés d’or au Championnat d'Océanie de lutte en mai à Guam, dirigés par Tony Aquino. Ses filles Mia (55 kg) et Rekaela (57 kg), partenaires d'entraînement depuis l'âge de quatre ou cinq ans, sont prévues pour s'affronter en style libre et viseront toutes deux la médaille d'or. La préparation est la même que pour tout autre tournoi et s'achève avec les dernières étapes de la réduction de poids. Rekaela Aquino affirme ne pas regarder ses futures adversaires pour rester concentrer dans sa pratique. Ses entraîneurs lui ont appris à s'entraîner dur et intelligemment. John Rojas (70 kg) est confiant dans sa lutte et souhaite montrer que Guam est au niveau mondial. S'il avoue qu'il a fallu faire beaucoup de sacrifices, il aime représenter son pays et pense provoquer l'émulation sur son île. Très confiant, il domine largement la finale de sa catégorie. Michael Shinohara s'adjuge une médaille d'argent en lutte gréco-romaine, style qu'il pratique moins, mais en garde toutefois un goût amer. En remportant une médaille d'or en style libre (82 kg), il concrétise un rêve né lorsqu'il avait vu son frère Ray en décrocher une à des précédents Jeux. Il espère servir d'exemple à la jeunesse.

#### Lutte gréco-romaine
| Or                              | Argent                      | Bronze                      |
| moins de 55 kg                  |                             |                             |
| Joklur Bollong Îles Marshall    | Risky Pretrick Pohnpei      | Frank Sierah Kosrae         |
| moins de 60 kg                  |                             |                             |
| Jaylen Racheimal Yap            | Mayson Ioannis Pohnpei      | Kaiser Muller Îles Marshall |
| moins de 63 kg                  |                             |                             |
| Junjun Asebias Chuuk            | Bercil Timothy Kosrae       | Kaylord Raechemai Yap       |
| moins de 67 kg                  |                             |                             |
| Cristian Nicolescu Palaos       | Mike Kenfield Kosrae        | Nicholas Hashigeitiw Yap    |
| moins de 72 kg                  |                             |                             |
| Blesam Tarkong Palaos           | Richard Nakasone Pohnpei    | Jefner James Kosrae         |
| moins de 77 kg                  |                             |                             |
| Guy Delamau Palaos              | JT Wichilbuch Junior Yap    | John Tulensru Kosrae        |
| moins de 82 kg                  |                             |                             |
| Damian Myros Pohnpei            | Michael Shinohara Guam      | Mike Kenneth Kosrae         |
| moins de 87 kg                  |                             |                             |
| Ryan Ifamilik Pohnpei           | Patrick Mike Kosrae         | Isaiah Kramer Îles Marshall |
| moins de 97 kg                  |                             |                             |
| Alex Dolon Pohnpei              | Rich Adiniwin Îles Marshall | —                           |
| moins de 130 kg                 |                             |                             |
| Florian Skilang Temengil Palaos | Dukay Tairuwpiy Yap         | —                           |

#### Lutte libre
- Femmes

| Or                     | Argent                  | Bronze |
| moins de 57 kg         |                         |        |
| Rekaela Aquino Guam    | Mayoleen Ioanis Pohnpei | —      |
| moins de 59 kg         |                         |        |
| Mia Aquino Guam        | —                       | —      |
| moins de 76 kg         |                         |        |
| Delvina Kerson Pohnpei | Louisa Wagthuth Yap     | —      |

- Hommes

| Or                              | Argent                       | Bronze                   |
| moins de 57 kg                  |                              |                          |
| Risky Pretrick Pohnpei          | Joklur Bollong Îles Marshall | Charwin Tawerilmul Yap   |
| moins de 61 kg                  |                              |                          |
| Junjun Asebias Chuuk            | Mayson Ioannis Pohnpei       | Jaylen Racheimal Yap     |
| moins de 65 kg                  |                              |                          |
| Cristian Nicolescu Palaos       | RD Damion Pohnpei            | Kaylord Raechemai Yap    |
| moins de 70 kg                  |                              |                          |
| Jarvis Tarkong Palaos           | Richard Nakasone Pohnpei     | Nicholas Hashigeitiw Yap |
| moins de 74 kg                  |                              |                          |
| Guy Delamau Palaos              | Paul Aguon Guam              | Jim Mccain Pohnpei       |
| moins de 79 kg                  |                              |                          |
| John Rojas Guam                 | JT Wichilbuch Junior Yap     | Skarlee Renguul Palaos   |
| moins de 86 kg                  |                              |                          |
| Michael Shinohara Guam          | Ryan Ifamilik Pohnpei        | Marcel Yatilman Yap      |
| moins de 92 kg                  |                              |                          |
| Waylon Muller Îles Marshall     | Baker Hairens Pohnpei        | Kenneth Mike Kosrae      |
| moins de 97 kg                  |                              |                          |
| Alex Dolon Pohnpei              | Rich Adiniwin Îles Marshall  | —                        |
| moins de 125 kg                 |                              |                          |
| Florian Skilang Temengil Palaos | Dukay Tairuwpiy Yap          | —                        |

#### Lutte de plage
- Femmes

| Or                      | Argent                 | Bronze |
| moins de 60 kg          |                        |        |
| Mayoleen Ioanis Pohnpei | —                      | —      |
| plus de 60 kg           |                        |        |
| Louisa Wagthuth Yap     | Delvina Kerson Pohnpei | —      |

- Hommes

| Or                              | Argent                   | Bronze                 | Bronze                   |
| moins de 65 kg                  |                          |                        |                          |
| Cristian Nicolescu Palaos       | Charwin Tawerilmul Yap   | Mayson Ioannis Pohnpei | Kaylord Raechemai Yap    |
| entre 65 kg et 80 kg            |                          |                        |                          |
| Guy Delamau Palaos              | JT Wichilbuch Junior Yap | Jarvis Tarkong Palaos  | Orlando Barnabas Pohnpei |
| plus de 80 kg                   |                          |                        |                          |
| Florian Skilang Temengil Palaos | Alex Dolan Pohnpei       | Kenneth Mike Kosrae    | Dukay Tairuwpiy Yap      |

### Micronesian all around
Le micronesian all around est une discipline consistant en la combinaison de plusieurs activités caractéristiques de la Micronésie. La compétition comprend cinq épreuves pour les hommes et les femmes, la plupart communes aux deux sexes. La montée de cocotier est spécifique aux hommes et le curage de noix de coco aux femmes. Les autres épreuves sont le pelage de noix de coco, le lancer de lance sur noix de coco, un parcours mixte de course à pied, de nage et de plongée, la plongée à la recherche d'objets. Le contenu des épreuves est le même qu'aux Jeux de 2014,. Elles se tiennent à la marina de Colonia aux Îles Yap, le 25 juillet pour celles terrestres et le lendemain pour celles aquatiques. Chaque nation peut inscrire un maximum de deux concurrents de chaque sexe.
Liyon Sulog, co-directeur du Comité général d'organisation des Jeux, affirme que les athlètes de ce sport n'ont pas besoin de s'entraîner à grimper aux arbres car ils le font toute l'année.
La délégation de Pohnpei accumule les podiums en y plaçant ses quatre athlètes et s'adjuge deux médailles d'or, une en argent et une bronze. Palaos obtient une médaille en argent et une en bronze. Talley Hairens, l'un des favoris, ainsi que trois autres concurrents, échouent à terminer l'épreuve de la montée de cocotiers.
- Femmes

| Concurrent              | Lancer de lance | Pelage | Curage | Course/nage/plongée | Plongée | Total  | Médailles |
| Roiolynn Jim Pohnpei    | 19 pts          | 20 pts | 20 pts | 20 pts              | 19 pts  | 98 pts |           |
| Serleen Agrippa Pohnpei | 18 pts          | 19 pts | 19 pts | 19 pts              | 20 pts  | 95 pts |           |
| Julita B(e)libei Palaos | 20 pts          | 18 pts | 18 pts | 18 pts              | 17 pts  | 91 pts |           |
| Stephnie Lorenzo Yap    | 18 pts          | 17 pts | 17 pts | 17 pts              | 18 pts  | 87 pts | 4e        |

- Hommes

| Concurrent                 | Montée de cocotier | Lancer de lance | Pelage | Course/nage/plongée | Plongée | Total  | Médailles |
| Jasper Ponapart Pohnpei    | 19 pts             | 17 pts          | 19 pts | 20 pts              | 17 pts  | 92 pts |           |
| Joseph Roman Palaos        | 20 pts             | 18 pts          | 16 pts | 17 pts              | 16 pts  | 87 pts |           |
| Talley Hairens Pohnpei     | 0 pts              | 20 pts          | 20 pts | 20 pts              | 19 pts  | 79 pts |           |
| Michale Yap                | 0 pts              | 15 pts          | 18 pts | 18 pts              | 20 pts  | 71 pts | 4e        |
| Nolan Reungel Palaos       | 0 pts              | 20 pts          | 15 pts | 16 pts              | 18 pts  | 69 pts | 5e        |
| Hussein Mein Îles Marshall | 0 pts              | 17 pts          | 17 pts | 15 pts              | 15 pts  | 64 pts | 6e        |

### Nage en eau libre
Les épreuves de nage en eau libre se déroulent à la marina de Colonia aux Îles Yap le 20 juillet pour le 5 km, le 21 juillet pour le 2,5 km et le 23 juillet pour le relais mixte.
La course a longtemps été très serrée entre les trois premiers nageurs du 5 km masculin qui ont tour à tour pris la tête. Les nageurs Noel Keane et Kento Akimaru étaient encore l'un à côté de l'autre à 250 m de l'arrivée. Sur le 2,5 km masculin, seuls trois dixièmes séparent les deux premiers.
Les Palaos avec huit médailles dont quatre en or et les îles Mariannes du Nord avec cinq médailles dont une seule en or accumulent les podiums.
| Épreuves          | Or                                                                                | Argent | Bronze                                      |
| 2,5 km Femmes     | Osisang Chilton Palaos 39 min 5 s 6                                               | Sophia Klair Gauran Îles Mariannes du Nord 41 min 32 s 7                                                              | Kestra Aileen Kihleng Pohnpei 43 min 42 s 3 |
| 5 km Femmes       | Osisang Chilton Palaos 1 h 25 min 24 s 2                                          | Sophia Klair Gauran Îles Mariannes du Nord 1 h 29 min 51 s 0                                                          | Roylin Akiwo Palaos 1 h 31 min 54 s 3       |
| 2,5 km Hommes     | Kento Akimaru Îles Mariannes du Nord 35 min 45 s 1                                | Noel Keane Palaos 35 min 45 s 4                                                                                       | Jericho Maido Palaos 35 min 57 s 1          |
| 5 km Hommes       | Noel Keane Palaos 1 h 14 min 29 s 2                                               | Kento Akimaru Îles Mariannes du Nord 1 h 14 min 41 s 7                                                                | Jericho Maido Palaos 1 h 16 min 12 s 5      |
| Relais mixte 5 km | Noel Keane, Osisang Chilton, Roylin Akiwo, Jericho Maido Palaos 1 h 22 min 41 s 6 | Kento Akimaru, Sophia Klair Gauran, Keanna L.A. Villa Gomez, Jinnosuke Suzuki Îles Mariannes du Nord 1 h 27 min 7 s 1 | —                                           |

### Pêche sous-marine
La pêche sous-marine en apnée est organisée à la marina de Colonia aux Îles Yap. L'épreuve individuelle à laquelle un maximum de deux pêcheurs de même nation sont admis, se tient le 16 juillet et celle par équipe de deux le lendemain,. Un pêcheur remplaçant et, du fait de la dangerosité de ce sport, un ou deux plongeurs de sécurité — un seul pour l'épreuve individuelle — sont autorisés pour chaque équipe mais ne doivent pas interférer avec la compétition,. Chaque compétition dure 5 heures et les poissons doivent au minimum peser 1 kg.
Les six pêcheurs de Guam partent une semaine avant le début de la compétition afin de se familiariser durant deux jours avec la zone de pêche, d'une surface de 4 miles, exploration nécessaire pour identifier les espèces présentes — les plus grosses seront prioritairement mais pas exclusivement ciblées —, et ainsi défendre la médaille d'or par équipe de 2014 obtenue par Raymond Flores et Michael Cassidy. Leur capitaine, James Borja, qui concourt en pêche sous-marine depuis plus de 15 ans a décidé de ne pas participer cette année pour laisser la place aux autres. Son équipe est forte mentalement et possède une grande expérience grâce à ses vétérans. Elle comprend notamment Raymond Flores, connu pour sa pêche au gros à Guam, qui a aussi gagné l'argent en individuel en 2014. Chase Weir, photographe sous-marin de métier, l'un des trois plongeurs de sécurité, a déjà exercé aux Îles Yap et connaît bien ce qui l'attend,. Michael Todd Genereux a été médaillé d'argent et par équipe en 2006, médaillé de bronze en individuel et d'or par équipe en 2010.
| Épreuves           | Or                                                                  | Argent                                                         | Bronze                                                          |
| Pêche individuelle | Michael Generaux Guam 177,5 livres                                  | Luis Ongalibang Palaos 143,5 livres                            | Taylor Paul Pohnpei 126,5 livres                                |
| Pêche par équipe   | Raymond Flores, Michael Generaux, Michael Cassidy Guam 241,5 livres | Benco Adolf, Taylor Paul, MacGrady Barnabas Pohnpei 114 livres | Phillip Yangmal, Anthony Yanrin, Sylvester Yanruw Yap 97 livres |

### Tennis de table
Les épreuves se tiennent entre le 24 et le 26 juillet au SDA School Gymnasium dans la municipalité de Gagil aux îles Yap. Chaque nation peut inscrire un maximum de cinq concurrents de chaque sexe. Les épreuves individuelles et en double se déroulent dans le cadre d'un tournoi à élimination directe. Pour celles par équipe, chaque délégation choisit trois joueurs qui s'opposent à chacun des trois autres joueurs de la délégation adversaire. Une seule médaille de bronze est attribuable dans l'épreuve par équipe si au moins quatre équipes sont inscrites.
L’équipe de tennis de table des îles Mariannes du Nord, composée de huit athlètes et de deux entraîneurs, se retire des Jeux moins de deux semaines avant le début de la manifestation. Aucun de ses membres n'étant détenteur d'un passeport américain et leur voyage jusqu'au îles Yap nécessitant de passer par Guam, la Fédération nationale de tennis de table n'a pas été en mesure de payer les frais pour l'obtention d'un visa spécial — 5 240 $ pour huit personnes.
Les Palaos écrasent la compétition en s'adjugeant seize des vingt-cinq médailles distribuées.
| Épreuves        | Or                                                                                       | Argent                                                             | Bronze                                               | Bronze                                             |
| Femme           | Jeremai Watanabe Palaos                                                                  | Portiana Franz Palaos                                              | Aberlynn Ngiruos Palaos                              | Meilin Chin Palaos                                 |
| Homme           | Ramon Gulla Palaos                                                                       | Samuel Saunders Palaos                                             | Nena George Palaos                                   | John Thomsin Pohnpei                               |
| Double féminin  | Jermai Watanabe, Jada Osiik Palaos                                                       | Aberlynn Ngiruos, Meilin Chin Palaos                               | Viviana Bamtin, Mandiala Gamagag Yap                 | Kitlan Paguiligan, Annalyn Laikidrik Îles Marshall |
| Double masculin | Ramon Gulla, Samuel Saunders Palaos                                                      | Nena George, Shawnessy Soalablai Palaos                            | Kabuati Bob, Ricky Bokadrik Îles Marshall            | Antonio Tom, John Thomsin Pohnpei                  |
| Double mixte    | Ramon Gulla, Jeremai Watanabe Palaos                                                     | Ricky Bokadrikn Annalyn Laikidrik Îles Marshall                    | D'jud Tamtreng, Aberlynn Ngiruos Palaos              | Nena Georgen Portiana Franz Palaos                 |
| Équipe femme    | Jeremai Watanabe, Portiana Franz Palaos                                                  | Viviana Bamtin, Marie E. Dabugfel Pohnpei                          | —                                                    | /                                                  |
| Équipe homme    | Gulla Watanabe, Soalablai Shawnessy, Samuel Saunders, George Nena, D'jud Tamtreng Palaos | Leonard James, John Thomsin, Jeronimo Thomsin, Antonio Tom Pohnpei | Kabuati Bob, Ricky Bokadrik, Keno Kuma Îles Marshall | /                                                  |

### Va'a
La compétition est organisée à la marina de Colonia aux Îles Yap. Pour chaque sexe, les deux épreuves les plus courtes ont lieu le 18 juillet et l'épreuve la plus longue le lendemain. Chaque nation ne peut inscrire qu'un maximum de dix athlètes de chaque sexe et un seul bateau sur chaque distance.
Les Palaos chez les femmes et les îles Yap chez les hommes s'adjugent toutes les médailles d'or. Avec une médaille d'argent et une bronze chez les hommes, les Palaos sont en tête du classement des médailles de la discipline.
- Femmes[M 20]

Les dix guaméennes de l'équipe viennent d'autant de clubs différents. Elles se sont entraînées cinq fois par semaine pour préparer les jeux, de longues sessions avec très peu de pauses. Bien que l'adversité soit faible localement, l’entraîneur principal Joshua Duenas a suivi les temps de compétition des autres équipes et note que son équipe les surpassent. L'objectif est de gagner l'or et si possible plusieurs titres. Cependant, à la clôture des épreuves que Palaos a dominé, Guam s'adjuge une médaille sur chaque distance, une en argent et deux en bronze. Michele Salas estime que le dur labeur de neuf mois d'entraînement a tout de même payé. La course du 10 miles s'est déroulée sous une chaleur exténuante, usante pour les esprits, et les pagayeuses ont dû gérer leurs forces pour éviter la surchauffe.
| Épreuves | Or                       | Argent                    | Bronze                             |
| 500 m    | Palaos 2 min 34 s 1      | Kosrae 2 min 40 s 8       | Guam 2 min 43 s 5                  |
| 1 500 m  | Palaos 8 min 44 s 6      | Guam 9 min 5 s 8          | Îles Mariannes du Nord 9 min 9 s 2 |
| 10 miles | Palaos 1 h 25 min 39 s 8 | Pohnpei 1 h 30 min 36 s 2 | Guam 1 h 31 min 21 s 9             |

- Hommes[M 20]

Les pagayeurs des îles Mariannes du Nord se sont préparés pendant plusieurs mois pour les Jeux. Ils se réunissent ainsi à 5 h 30 du matin tous les mardis, jeudis et samedis et les plus sérieux s'entraînent aussi sur trois ou quatre jours supplémentaires sur des canoës monoplaces. Il allient à la fois vie professionnelle et pratique sportive. Pour le coéquipier Bobby Cruz, ce sport renvoi à l'héritage culturel micronésien et plus généralement de tout le Pacifique. L'entraîneur Dino Manning juge ce sport comme étant thérapeutique, il se sent ensuite rechargé, car il force à se concentrer sur la lecture des conditions océaniques pour appliquer la bonne technique. La compétition s'annonce d'après lui difficile.
Désireuse d'emporter la médaille d'or qui lui a échappé en 2014, l'équipe guaméenne de neuf pagayeurs et leurs deux coachs se sont entraînés avec un fort niveau d'engagement six jours par semaine durant un mois avant le début des Jeux. Chacun a perdu entre 5,9 et 11,3 kilos afin que le bateau soit plus léger et donc plus rapide. Durant ce mois, l’équipe a traité chaque séance d’essais comme une compétition en direct. Elle participe à deux courses locales avant de se rendre aux îles Yap. L’entraîneur principal David Palomo a le sentiment que son équipe va atteindre ses sommets et n'envisage rien de moins qu'une médaille d'or, ce qu'elle ne parvient pas à obtenir.
Au cours de l'épreuve masculine du 15 miles, le bateau de Palaos a dû abandonné à trois miles de l'arrivée, la chaleur étouffante ayant nécessité l'intervention du personnel médical pour un pagayeur épuisé.
| Épreuves | Or                    | Argent                                   | Bronze                    |
| 500 m    | Yap 2 min 10 s 5      | Guam 2 min 14 s 1                        | Palaos 2 min 15 s 1       |
| 1 500 m  | Yap 7 min 40 s 1      | Palaos 7 min 44 s 4                      | Guam 7 min 50 s 2         |
| 15 miles | Yap 2 h 16 min 14 s 1 | Îles Mariannes du Nord 2 h 17 min 42 s 2 | Pohnpei 2 h 18 min 25 s 0 |

### Volleyball
La compétition de volleyball a lieu dans le gymnase du Yap Sports Complex dans la municipalité de Gagil aux îles Yap, du 19 au 25 juillet pour le tournoi toutes rondes des femmes comme des hommes, le 26 juillet pour les demi-finales et le 27 juillet pour les matchs des médailles. Sept équipes concourent chez les femmes comme chez les hommes. Palaos, Guam, Chuuk, Pohnpei et Yap ont inscrit des équipes des deux sexes, les îles Marshall et Kosrae qu'une équipe féminine et les îles Mariannes du Nord et Kiribati qu'une équipe masculine.
- Femmes

Le retrait soudain des Îles Mariannes du Nord avant le début de la compétition nécessite une révision du calendrier et donc l'organisation de matchs le dimanche 22 juillet, originellement prévu comme un jour de repos.
L'équipe de Guam, tenante du titre, vise toujours le titre. La joueuse Mary Gillan, déjà présente il y a quatre ans, juge que son équipe a le statut de favorite et souhaite endosser le rôle de leader et de mentor. Bien que renouvelée pour moitié, elle affirme que les nouvelles venues ont déjà beaucoup d'expérience en ayant joué contre des équipes étrangères. Mariana Kier pense qu'elles ont été bien préparées physiquement, notamment grâce à des journées de CrossFit. Pour Mary Gillan, la clef du succès réside dans leur polyvalence aux postes.
Guam a réalisé un tournoi toutes rondes en demi-teinte, marqué par des défaites contre Palaos et les Îles Mariannes du Nord. D'après Muneka Taisipic, l'équipe est entrée en compétition en se voyant déjà vainqueur. Ces résultats les ont touchées et il est apparu une équipe différente lors de la phase à élimination directe, où elle a resserré son alignement, ce qui leur a permis de conquérir le titre, au terme d'une finale difficile, malgré une très efficace Sidra Triplett avec 21 points marqués pour les Îles Mariannes du Nord,. La condition physique acquise au moyen du fitness a joué un rôle important dans la victoire,.
- Phase de groupe

Le classement de la phase de groupe détermine les rencontres de la phase à élimination directe pour laquelle se qualifient les quatre premières équipes, les deux premières étant tête de liste.
| Résultats     | Îles Marshall | Palaos | Guam | Yap | Pohnpei | Kosrae | Chuuk |
| Îles Marshall |               | 3-0    | 3-2  | 3-0 | 3-0     | 3-1    | 3-0   |
| Palaos        |               |        | 3-2  | 3-1 | 3-2     | 3-0    | 3-0   |
| Guam          |               |        |      | 3-1 | 3-0     | 3-0    | 3-2   |
| Yap           |               |        |      |     | 3-2     | 3-0    | 3-2   |
| Pohnpei       |               |        |      |     |         | 3-2    | 3-0   |
| Kosrae        |               |        |      |     |         |        | 3-0   |
| Chuuk         |               |        |      |     |         |        |       |

| # | Équipe        | Pts | J | G | P | Sp | Sc | Ratio | Pp  | Pc  | Ratio |
| - | ------------- | --- | - | - | - | -- | -- | ----- | --- | --- | ----- |
| 1 | Îles Marshall | 12  | 6 | 6 | 0 | 18 | 3  | 6     | 512 | 359 | 1.426 |
| 2 | Palaos        | 11  | 6 | 5 | 1 | 15 | 8  | 1.875 | 510 | 439 | 1.162 |
| 3 | Guam          | 10  | 6 | 4 | 2 | 16 | 9  | 1.778 | 552 | 514 | 1.074 |
| 4 | Yap           | 9   | 6 | 3 | 3 | 11 | 13 | 0.846 | 517 | 507 | 1.02  |
| 5 | Pohnpei       | 8   | 6 | 2 | 4 | 10 | 14 | 0.714 | 461 | 499 | 0.924 |
| 6 | Kosrae        | 7   | 6 | 1 | 5 | 6  | 15 | 0.4   | 397 | 471 | 0.843 |
| 7 | Chuuk         | 6   | 6 | 0 | 6 | 4  | 18 | 0.222 | 360 | 520 | 0.692 |

- Phase finale

|  |               |            |            |            |            |                               |            |    |    |        |        |        |        |        |        |        |
|  | 1/2 finale    | 1/2 finale | 1/2 finale | 1/2 finale | 1/2 finale | 1/2 finale                    | 1/2 finale |    |    | Finale | Finale | Finale | Finale | Finale | Finale | Finale |
|  |               |            |            |            |            |                               |            |    |    |        |        |        |        |        |        |        |
|  |               |            |            |            |            |                               |            |    |    |        |        |        |        |        |        |        |
|  | Îles Marshall | (1)        | 25         | 25         | 25         |                               |            |    |    |        |        |        |        |        |        |        |
|  | Îles Marshall | (1)        | 25         | 25         | 25         |                               |            |    |    |        |        |        |        |        |        |        |
|  | Yap           | (4)        | 11         | 20         | 17         |                               |            |    |    |        |        |        |        |        |        |        |
|  | Yap           | (4)        | 11         | 20         | 17         | Îles Marshall                 |            | 23 | 24 | 25     | 17     |        |        |        |        |        |
|  |               |            |            |            |            |                               |            | 23 | 24 | 25     | 17     |        |        |        |        |        |
|  |               |            | Guam       |            | 25         | 26                            | 20         | 25 |    |        |        |        |        |        |        |        |
|  | Palaos        | (2)        | Guam       | 17         | 25         | 26                            | 20         | 25 | 22 | 17     |        |        |        |        |        |        |
|  | Palaos        | (2)        |            | 17         |            |                               |            |    | 22 | 17     |        |        |        |        |        |        |
|  | Guam          | (3)        | 25         | 25         | 25         |                               |            |    |    |        |        |        |        |        |        |        |
|  | Guam          | (3)        | 25         | 25         | 25         | Match pour la troisième place |            |    |    |        |        |        |        |        |        |        |
|  |               |            |            |            |            |                               |            |    |    |        |        |        |        |        |        |        |
|  |               |            |            |            |            |                               |            |    |    |        |        |        |        |        |        |        |
|  |               |            |            |            |            |                               |            |    |    |        |        |        |        |        |        |        |
|  | Palaos        |            | 22         | 25         | 25         | 25                            |            |    |    |        |        |        |        |        |        |        |
|  | Palaos        |            | 22         | 25         | 25         | 25                            |            |    |    |        |        |        |        |        |        |        |
|  | Yap           |            | 25         | 21         | 15         | 22                            |            |    |    |        |        |        |        |        |        |        |

- Hommes

L'équipe de Nauru s’était dans un premier temps engagée à participer mais elle s'est retirée quelques jours avant le coup d’envoi des Jeux. Le journaliste guaméen Kai Akimotolui juge difficile de déterminer à quoi ressemblera la compétition, le tournoi n'ayant lieu que tous les quatre ans, le niveau est imprévisible.
L'équipe masculine de volleyball des Îles Mariannes du Nord est une équipe jeune avec une majorité de joueurs âgés entre 17 et 26 ans. La vitesse et l'endurance devraient donc être des points forts selon l'entraîneur Shawn Davis qui ajoute que chacun connaît les talents de ses coéquipiers. En effet, les treize sélectionnés parmi les 21 athlètes qui ont participé aux essais jouent tous ensemble depuis avril et ont été coéquipiers ou se sont affrontés au cours des deux dernières années. Shawn Davis souligne que l'équipe a de bonnes aptitudes de communication et de camaraderie et espère que cela produira des résultats même s'il avoue ne pas savoir situer le niveau de son équipe par rapport aux futurs adversaires du fait de l'absence de rencontres internationales récentes. Il estime que Guam sera le grand favori et qu'il faut également compter avec Yap qui joue à domicile. À la fin du tournoi, malgré l'absence de victoire, Nick Gross, qui a remplacé Shawn Davis, s'estime satisfait car ses joueurs ont su faire de bonnes séquences et ont réussi à gagner un set contre Yap. Il ajoute qu'ils savent maintenant quoi faire pour s'améliorer.
L'équipe de Guam, tenante du titre et la plus souvent victorieuse aux Jeux, compte gagner. Les nombreux jeunes joueurs, certains avec une expérience universitaire, sont accompagnés de quelques vétérans. L'un d'eux, Robert Borden, présent depuis 2006, a vu le sport se développer dans les autres îles. Guam est pour lui l'équipe à battre. Le jeune talent Eric Ada annonce qu'ils souhaitent mettre en place un système de jeu beaucoup plus rapide que d'habitude. L'entraîneur Mike Rabago, volleyeur aux Jeux de 1998, entend utiliser la jeunesse des uns et l'expérience des autres dans sa stratégie. Il tente de créer un programme à long terme pour soutenir la vitalité de la compétition de volleyball à Guam et obtenir des performances aux Jeux du Pacifique. À l'issue de la défaite contre les Kiribati, Mike Rabago reconnaît qu'il reste encore beaucoup de travail à faire, le niveau régional s'étant élevé.
- Phase de groupe

Le classement de la phase de groupe détermine les rencontres de la phase à élimination directe pour laquelle se qualifient les quatre premières équipes, les deux premières étant tête de liste.
| Résultats              | Chuuk | Palaos | Kiribati | Pohnpei | Guam | Yap | Îles Mariannes du Nord |
| Chuuk                  |       | 3-1    | 3-0      | 3-1     | 1-3  | 3-0 | 3-0                    |
| Palaos                 |       |        | 3-0      | 2-3     | 3-2  | 3-1 | 3-0                    |
| Kiribati               |       |        |          | 3-0     | 3-0  | 3-2 | 3-0                    |
| Pohnpei                |       |        |          |         | 3-2  | 3-1 | 3-0                    |
| Guam                   |       |        |          |         |      | 3-2 | 3-0                    |
| Yap                    |       |        |          |         |      |     | 3-1                    |
| Îles Mariannes du Nord |       |        |          |         |      |     |                        |

| # | Équipe                 | Pts | J | G | P | Sp | Sc | Ratio | Pp  | Pc  | Ratio |
| - | ---------------------- | --- | - | - | - | -- | -- | ----- | --- | --- | ----- |
| 1 | Chuuk                  | 11  | 6 | 5 | 1 | 16 | 5  | 3.2   | 517 | 380 | 1.361 |
| 2 | Palaos                 | 10  | 6 | 4 | 2 | 15 | 9  | 1.667 | 542 | 514 | 1.054 |
| 3 | Kiribati               | 10  | 6 | 4 | 2 | 12 | 8  | 1.5   | 534 | 538 | 0.993 |
| 4 | Pohnpei                | 10  | 6 | 4 | 2 | 13 | 11 | 1.182 | 408 | 416 | 0.981 |
| 5 | Guam                   | 9   | 6 | 3 | 3 | 13 | 12 | 1.083 | 534 | 530 | 1.008 |
| 6 | Yap                    | 7   | 6 | 1 | 5 | 9  | 16 | 0.563 | 560 | 559 | 1.002 |
| 7 | Îles Mariannes du Nord | 6   | 6 | 0 | 6 | 1  | 18 | 0.056 | 315 | 473 | 0.666 |

- Phase finale

|  |            |            |            |            |            |            |            |                               |    |        |        |        |        |        |        |        |
|  | 1/2 finale | 1/2 finale | 1/2 finale | 1/2 finale | 1/2 finale | 1/2 finale | 1/2 finale |                               |    | Finale | Finale | Finale | Finale | Finale | Finale | Finale |
|  |            |            |            |            |            |            |            |                               |    |        |        |        |        |        |        |        |
|  |            |            |            |            |            |            |            |                               |    |        |        |        |        |        |        |        |
|  | Chuuk      | (1)        | 25         | 17         | 25         | 19         | 15         |                               |    |        |        |        |        |        |        |        |
|  | Chuuk      | (1)        | 25         | 17         | 25         | 19         | 15         |                               |    |        |        |        |        |        |        |        |
|  | Pohnpei    | (4)        | 22         | 25         | 14         | 25         | 12         |                               |    |        |        |        |        |        |        |        |
|  | Pohnpei    | (4)        | 22         | 25         | 14         | 25         | 12         | Chuuk                         |    | 22     | 25     | 25     | 21     | 15     |        |        |
|  |            |            |            |            |            |            |            | Chuuk                         |    | 22     | 25     | 25     | 21     | 15     |        |        |
|  |            |            | Palaos     |            | 25         | 13         | 21         | 25                            | 10 |        |        |        |        |        |        |        |
|  | Palaos     | (2)        | Palaos     | 19         | 25         | 13         | 21         | 25                            | 10 | 25     | 17     | 25     | 15     |        |        |        |
|  | Palaos     | (2)        |            | 19         |            |            |            |                               |    | 25     | 17     | 25     | 15     |        |        |        |
|  | Kiribati   | (3)        | 25         | 21         | 25         | 15         | 13         |                               |    |        |        |        |        |        |        |        |
|  | Kiribati   | (3)        | 25         | 21         | 25         | 15         | 13         | Match pour la troisième place |    |        |        |        |        |        |        |        |
|  |            |            |            |            |            |            |            |                               |    |        |        |        |        |        |        |        |
|  |            |            |            |            |            |            |            |                               |    |        |        |        |        |        |        |        |
|  |            |            |            |            |            |            |            |                               |    |        |        |        |        |        |        |        |
|  | Kiribati   |            | 25         | 25         | 25         |            |            |                               |    |        |        |        |        |        |        |        |
|  | Kiribati   |            | 25         | 25         | 25         |            |            |                               |    |        |        |        |        |        |        |        |
|  | Pohnpei    |            | 22         | 21         | 12         |            |            |                               |    |        |        |        |        |        |        |        |

## Aspects extra-sportifs

### Site web officiel
Le site web de la compétition ouvre début octobre 2017,. Une équipe d'experts des médias et des experts techniques, tous volontaires, arrivés du Japon, de la Corée du sud, de Guam et de Pohnpei s'est chargée de la couverture photographique et vidéo des Jeux. La retransmission en direct et commentée des compétitions, originellement prévue sur le site internet officiel, s'est finalement déroulée sur le compte Facebook de l'organisation.

### Accès internet
L'installation d'un nouveau câble à fibre optique, pour augmenter la vitesse et la capacité du réseau internet, est financée par la Banque mondiale à hauteur de 60 millions de dollars,. Courant février, le Comité national olympique des États fédérés de Micronésie fait pression sur le gouvernement fédéral pour la bonne tenue des délais. Début mars 2018, ce dernier débloque 1 million de dollars pour finaliser les opérations de connexion. Un plan de secours, utilisant le satellite, avait été prévu par FSM TeleCom en cas de retard.

### Santé
Un rotavirus hautement contagieux et débilitant, pouvant entraîner fièvre, vomissements, diarrhée aqueuse et douleurs abdominales, a été découvert juste avant le début des jeux, mais n'a pas entravé leur déroulement,. Une information a également été adressée à toutes les délégations pour qu'elles prennent conscience du risque lié à la fourmi Wasmannia auropunctata dont la piqûre est très urticante, afin que les athlètes s’en préservent.

### Médias
La société de presse Guam Sports Network couvre les Jeux sur place.

### Note
1. ↑  La devise mentionnée dans cet article est systématiquement le dollar américain.
2. 1 2 3 4 5 6  L'épreuve ne compte que deux participantes.
3. 1 2 3 4  L'épreuve ne compte qu'une seule participante.
4. 1 2 3 4 5 6 7 8 9 10  L'épreuve ne compte que deux participants.
5. ↑  Faute d'opposantes dans sa catégorie, Mia Aquino reçoit la médaille d'or[4].
6. ↑  Mayoleen Ioanis reçoit la médaille d'or faute d'opposantes.
7. ↑  La médaille de bronze des îles Marshall n'a pas été validée.
8. ↑  L'épreuve ne compte que trois équipes.